# Herbert Hoover

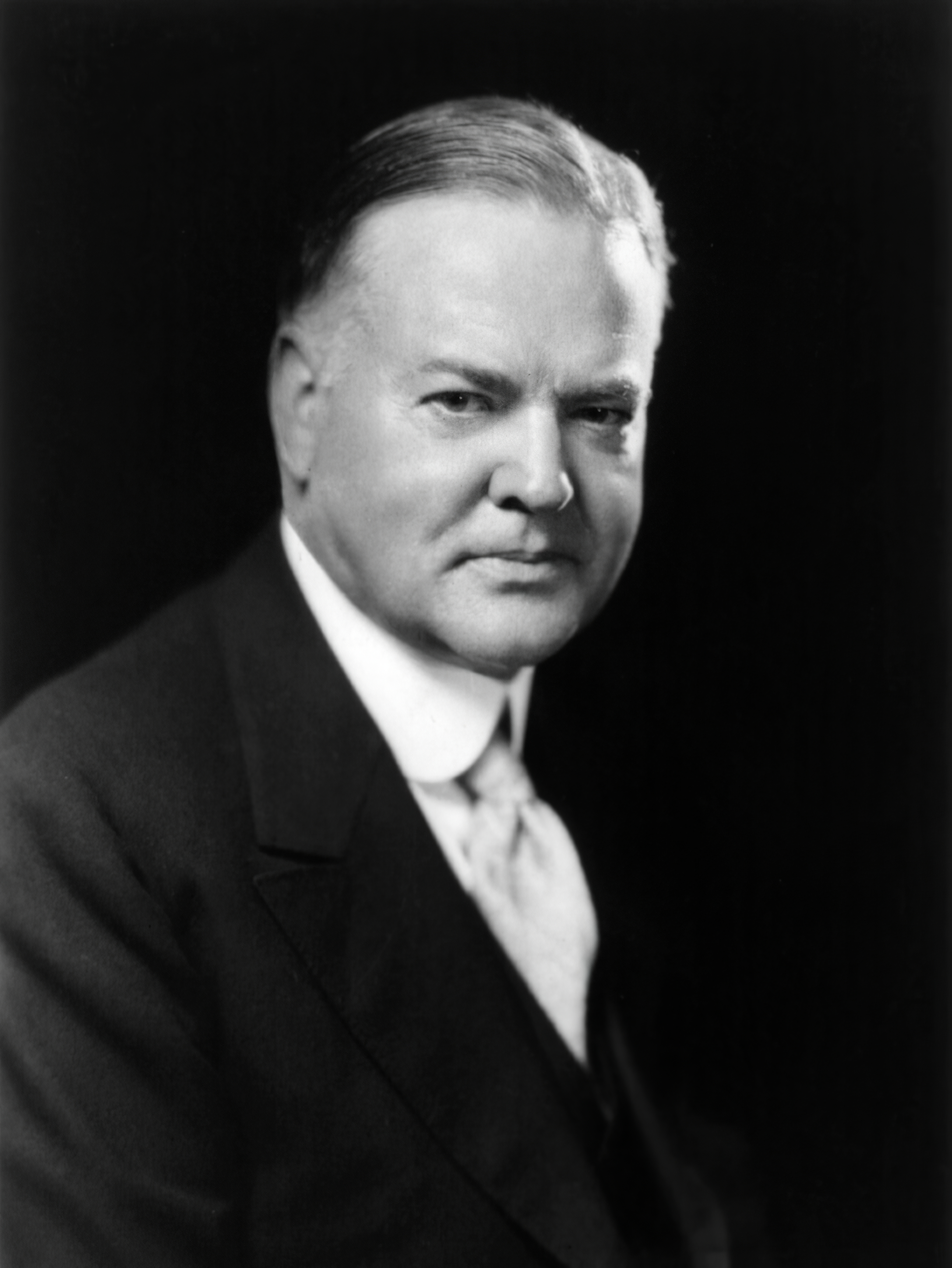
Herbert Hoover (1928)

Herbert Clark Hoover (* 10. August 1874 in West Branch, Iowa; † 20. Oktober 1964 in New York City, New York) war ein amerikanischer Politiker der Republikanischen Partei und von 1929 bis 1933 der 31. Präsident der Vereinigten Staaten.
Als Bergbauingenieur und Unternehmer wohlhabend geworden, gründete er zu Beginn des Ersten Weltkriegs die Kommission für das Belgische Hilfswerk und wurde bald darauf von Woodrow Wilson zum Leiter der United States Food Administration berufen, womit erhebliche exekutive Vollmachten verbunden waren. Nach dem Krieg unterstützte er mit der American Relief Administration den Wiederaufbau und die Lebensmittelversorgung in Europa. Im Jahr 1921 wurde er Handelsminister unter Warren G. Harding und später Calvin Coolidge.
Nach seinem Sieg bei der Präsidentschaftswahl 1928 waren mit seinem Amtsantritt optimistische Erwartungen verbunden. Mit dem Einsetzen der Weltwirtschaftskrise, die in Amerika zur Great Depression und Massenverelendung führte, und seinen als mitleidlos wahrgenommenen politischen Gegenmaßnahmen sank seine Popularität rapide, so dass er bei der Präsidentschaftswahl 1932 gegen Franklin D. Roosevelt keine Chance hatte. Er schied als einer der unbeliebtesten Präsidenten der amerikanischen Geschichte aus dem Amt.
Nach seiner Präsidentschaft engagierte er sich wieder in der Lebensmittelhilfe und war unter anderem maßgeblich an der Einführung der Hoover-Speisung und Gründung der UNICEF beteiligt.

## Leben

### Elternhaus und Bildung

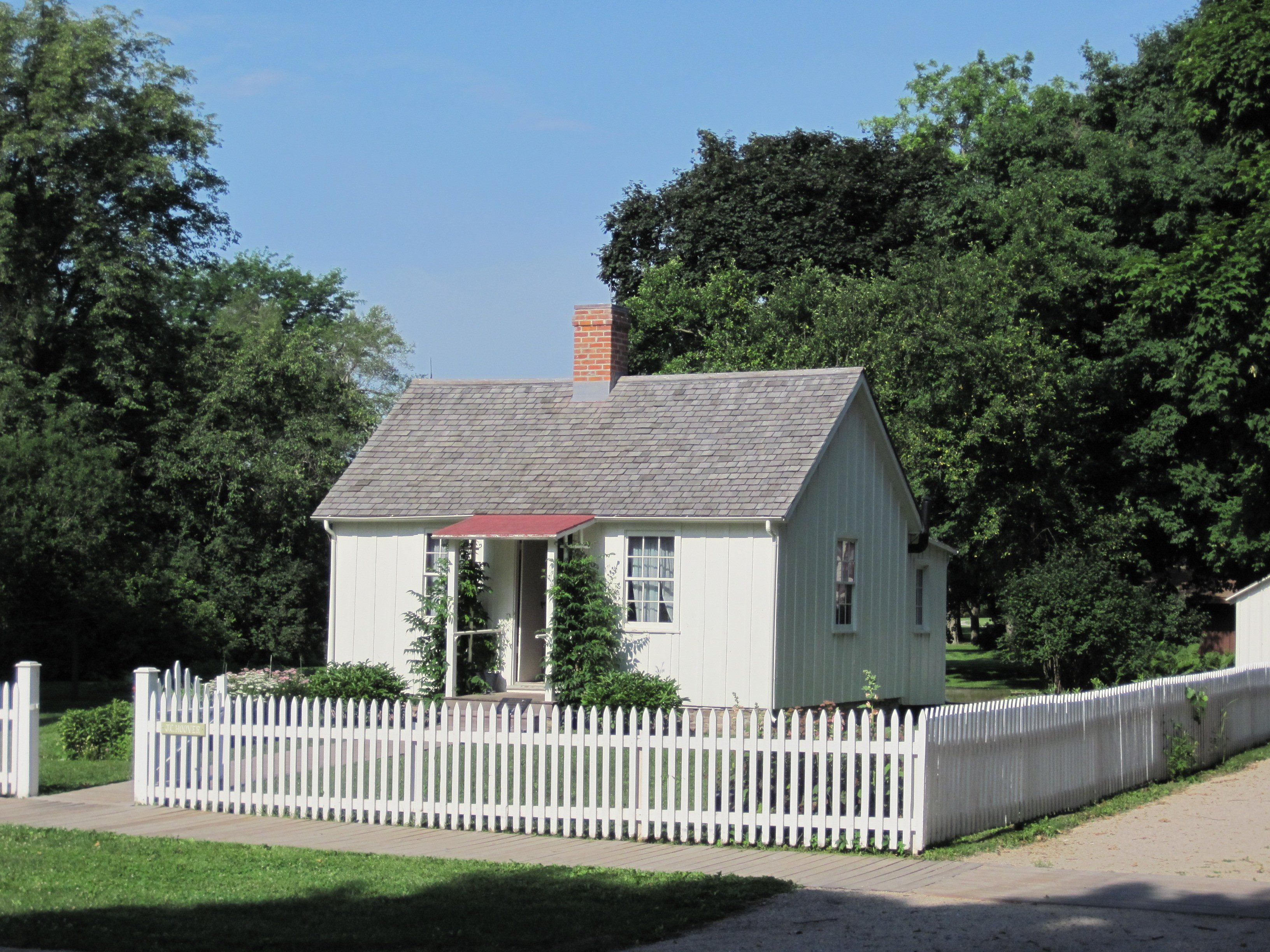
Das Geburtshaus von Herbert Hoover in der Herbert Hoover National Historic Site

Herbert Hoover kam in West Branch, Iowa zur Welt. Seine Vorfahren waren seit sechs Generationen Quäker und hatten überwiegend britische und zu einem Teil Schweizer Wurzeln. In der Mitte des 18. Jahrhunderts waren sie aus unterschiedlichen Gründen in die Dreizehn Kolonien ausgewandert. Der Vater Jessie Clark Hoover (1846–1880) stammte aus dem Miami County, Ohio und hatte laut David Burner englische, deutsche und schweizerische Vorfahren, die den ursprünglichen Namen Huber getragen hatten. William E. Leuchtenburg führt in seiner Biographie Hoovers dessen Vater als Nachfahren einer Schweizer Familie. Die Mutter, geborene Huldah Randall Minthorn (1848–1884) kam aus einer Quäker-Siedlung in der Provinz Kanada und hatte englische Vorfahren. Hoover hatte einen älteren Bruder, Theodor, und eine jüngere Schwester, Mary. Als der Vater seine Schmiede verkaufte und einen Laden für landwirtschaftlichen Bedarf eröffnete, hatte er damit geschäftlichen Erfolg, bezog mit seiner Familie ein größeres Haus und wurde in den Stadtrat gewählt. Als Hoover sechs Jahre alt war, starb sein Vater an Typhus. 1884 erlag seine Mutter Huldah einer Lungenentzündung, in der Folge wurde er von unterschiedlichen Verwandten aufgenommen. 1885 kam er schließlich zu seinem Onkel John Minthorn nach Newberg, Oregon. Dort besuchte Hoover die Friends Pacific Academy, die heutige George Fox University, deren Leiter und Begründer sein Onkel war. 1888 verließ Hoover die Schule, um Minthorn zu unterstützen, der nun als Grundstücksmakler in Salem arbeitete und den Geschäftssinn seines Neffen früh erkannte. Abends besuchte er ein Business College, wo er Mathematik lernte.
Durch eine zufällige Begegnung mit einem Bergbauingenieur erwachte Hoovers Interesse an einem derartigen Studium an der neu gegründeten Leland Stanford University. Obwohl er die Highschool nicht abgeschlossen hatte und durch die Aufnahmeprüfung fiel, wurde er vorbehaltlich einer erfolgreichen Testwiederholung als jüngster Student für den ersten Jahrgang der Universität zugelassen. Hoover finanzierte seine akademische Ausbildung mit Gelegenheitsarbeiten. Noch als Freshman lernte er den Leiter des Geologischen Instituts John Casper Branner kennen, für den er in der Folge arbeitete. Unter anderem kartierte Hoover geologische Aufschlüsse und unterstützte Branner beim Erstellen einer Reliefkarte von Arkansas für die Chicago World’s Fair, die mit einem Preis ausgezeichnet wurde. Mit Waldemar Lindgren war er für das United States Geological Survey in der Wüste von Nevada und der Sierra Nevada tätig. In den späteren Semestern wurde er zur Führungsperson der barbarians, die Außenseiter wie ihn als Mitglied hatten, und trat mit ihnen bei den Campuswahlen gegen die elitären griechischen Fraternities und Sororities an. Außerdem wurde Hoover Hauptverantwortlicher für die Finanzen der Baseball- und American Footballmannschaft der Universität sowie zum Kassenwart seines Semesters gewählt. Im vierten und letzten Jahr seines Studiums lernte er in Stanford seine spätere Gattin, die Bankierstochter Lou Henry kennen, die dort ihr Geologiestudium begann. Da er immer noch weitgehend mittellos war, stellte er ihr keinen Heiratsantrag.

### Ingenieurstätigkeit

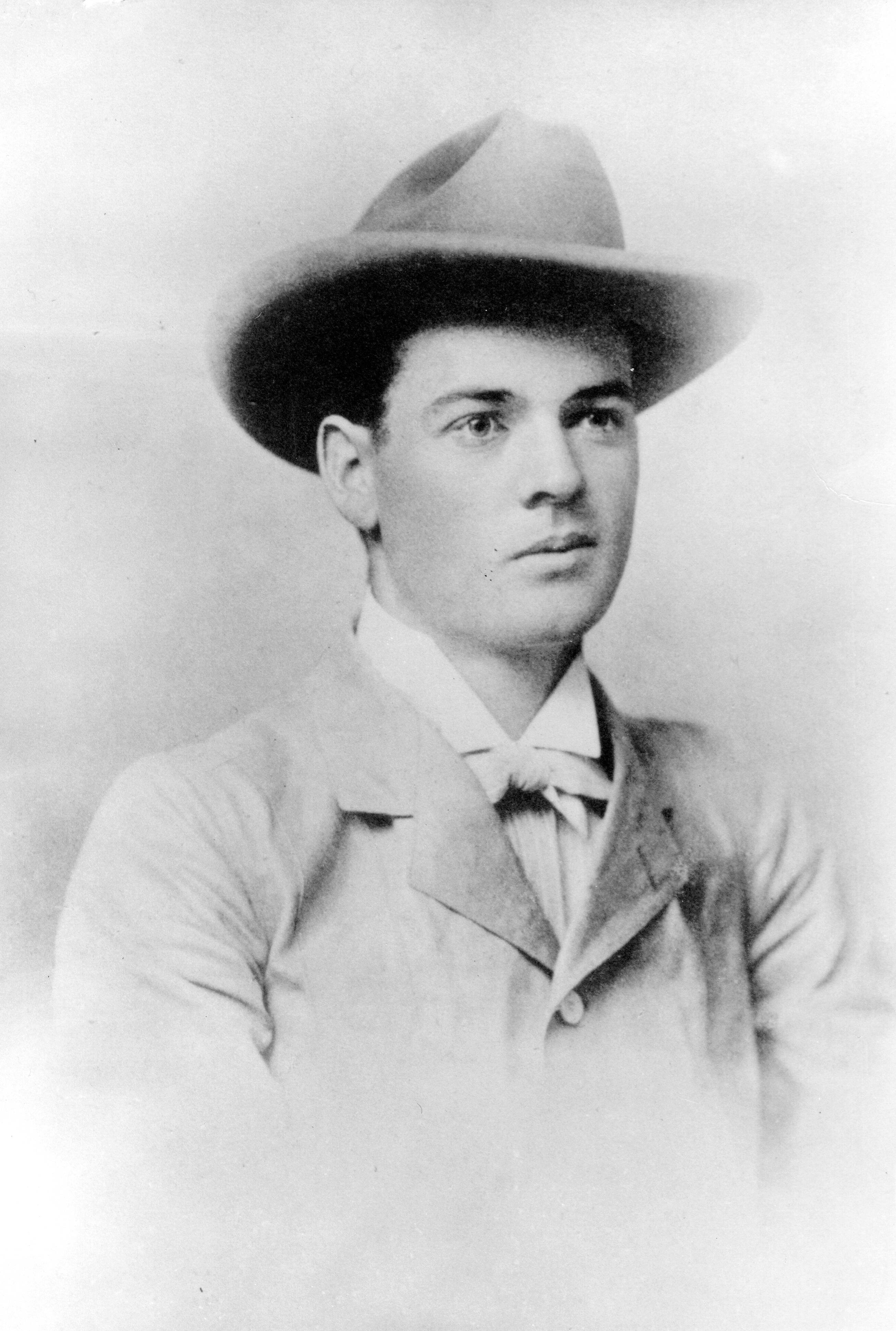
Herbert Hoover (1898) in Perth

Nach dem Studium im Jahr 1895 arbeitete er erst als einfacher Arbeiter in einer Goldmine, später als Kopist und dann in der leitenden Verwaltung und Inspektion neuer Minen und Abbaugebiete im New-Mexico-Territorium und Colorado. Um für das renommierte Londoner Unternehmen Bewick, Moreing & Co arbeiten zu können, welches einen mindestens 35-jährigen Ingenieur für Minenerkundung in Australien suchte, ließ sich Hoover einen Bart wachsen, um älter auszusehen, bauschte seine Qualifikationen auf und stellte sich in London erfolgreich Charles Algernon Moreing vor.
Trotz der harten klimatischen Bedingungen und strapaziösen Wüstentouren zu entlegenen Minen ging Hoover in dieser neuen Tätigkeit auf. Als die ergiebigste Mine, welche Hoover empfahl, stellte sich die Sons of Gwalia heraus. Hoover wurde zum Manager dieser und sieben weiterer Bergwerke. Als Vorgesetzter ordnete er alles der Wirtschaftlichkeit unter, lehnte Mindestlohn ab und entließ bei besonderen Gehaltsforderungen zum Beispiel für Sonntagsarbeit die entsprechenden Mitarbeiter. Im Herbst 1898 erhielt Hoover, der bereits zum Juniorpartner bei Bewick, Moreing & Co aufgestiegen war, das lukrative Angebot, in China ausgedehnte Erkundungs- und Minenarbeiten zu beaufsichtigen. Finanziell nun abgesichert, heiratete er am 10. Februar 1899 in Monterey Lou Henry nach römischem Ritus, weil es kein Meeting House in der Nähe gab. Aus der Ehe gingen die zwei Söhne Herbert Jr. und Allan hervor.
Während des Boxeraufstands im Jahr 1900 erlebten die Hoovers in Tianjin die Belagerung ihrer ausländischen Enklave. Hoover hielt sich im Hintergrund und organisierte die Nahrungsmittelversorgung und Instandhaltung der Barrikaden, was ihm später von politischen Gegnern als Feigheit vorgeworfen wurde. Nach der Befreiung durch die Allianz der Vereinigten acht Staaten gelang es Hoover mit einem belgischen Geschäftspartner, den einheimischen Vorstand der Chinese Engineering Company, der größten chinesischen Firma, zu entmachten, was ihm 200.000 US-Dollar (nach heutiger Kaufkraft 7.620.000 Dollar) einbrachte. 1901 erwarb er für seine Firma nach strittigen Verhandlungen die Minen von Kaiping, welches der bis dahin größte Eigentumserwerb durch Ausländer in der chinesischen Geschichte war. Noch im gleichen Jahr stieg Hoover zu einem der vier Seniorpartner bei Bewick, Moreing & Co auf und residierte fortan bis 1917 in London.
Bis 1908 erhöhte er die Effizienz des Unternehmens, erkundete, gründete und reorganisierte in 16 Ländern Minen, welche 25.000 Arbeiter beschäftigten. Schon zu dieser Zeit hatte sich Hoover weltweit einen hervorragenden Ruf in der Bergbauindustrie erworben. Außerdem investierte Hoover mit seinem Privatvermögen in Bergwerke. 1908 beendete er die Partnerschaft mit Bewick, Moreing & Co und verkaufte seine Teilhaberschaft, womit er annähernd Millionär wurde. Vor diesem Hintergrund ist das folgende bekannte Zitat Hoovers zu sehen: “If a man has not made a million dollars by the time he is forty, he is not worth much” (William E. Leuchtenburg: Herbert Hoover., deutsch: „Wenn ein Mann mit vierzig noch nicht Millionär geworden ist, ist er nicht viel wert“)
Hoovers eigene Consultingfirma unterstützte wirtschaftlich ums Überleben kämpfende Bergwerke gegen spätere Gewinnbeteiligung. Als besonders lukrativ erwiesen sich Blei-, Silber- und Zinkminen in Myanmar, dem damaligen Britisch-Indien. Mit dem Beginn des Ersten Weltkriegs zog er sich als mehrfacher Millionär aus dem Geschäft zurück.
1909 veröffentlichte Hoover eine Zusammenfassung seiner Vorlesungen an der Columbia University und in Stanford als Buch unter dem Titel Principles of Mining, das zu einem Standardwerk der Montanwissenschaften wurde. Mit Lou Henry brachte er 1912 eine kommentierte Übersetzung von Georgius Agricolas De re metallica heraus. In beiden Werken äußerte Hoover liberalere soziale Ansichten und akzeptierte Arbeitsschutz- und Gewerkschaftsrechte. Politisch identifizierte sich Hoover mit dem progressiven Flügel der Republikaner und unterstützte 1912 die Abspaltung der Progressive Party unter Theodore Roosevelt. Im gleichen Jahr wurde Hoover zum Trustee der Stanford University gewählt, wo er mit eigenen Mitteln Bauprojekte in Auftrag gab und das Gehalt des Lehrpersonals deutlich erhöhte. Im Jahr 1919 stiftete Hoover das Dokumentenarchiv Hoover Library on War, Revolution, and Peace, aus dem die Hoover Institution hervorging.

### Kommission für das Belgische Hilfswerk

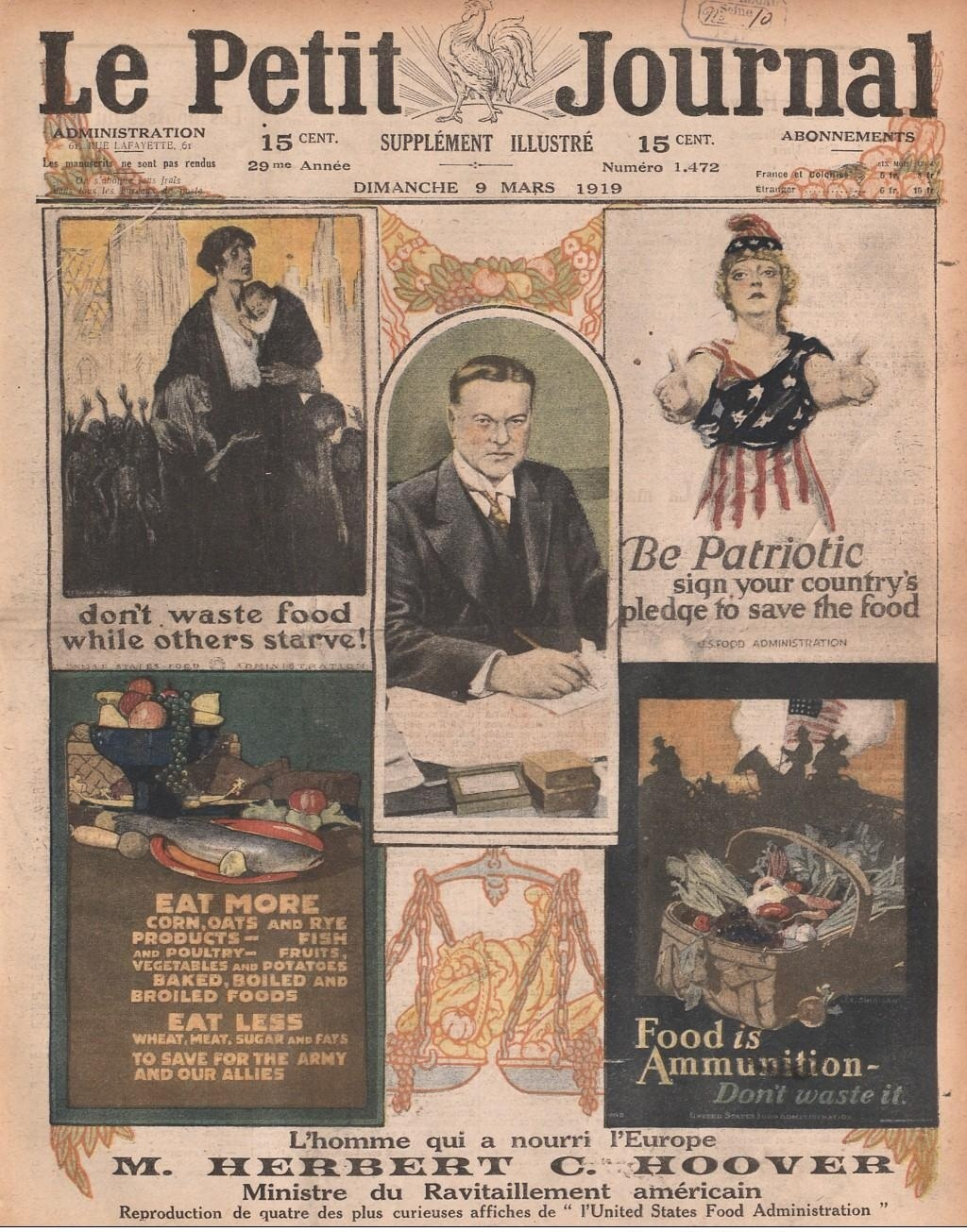
Le Petit Journal titelt am 9. März 1919: Herbert C. Hoover. Der Mann, der Europa nährte

Am 6. August 1914 gründete er mit Geschäftsleuten im Savoy das Commitee of American Residents in London for Assistance of American Travellers. Diese Gruppe brachte 400.000 US-Dollar (nach heutiger Kaufkraft 12.950.000 Dollar) auf, um aus Europa fliehenden Amerikanern, die knapp an Geldmitteln waren, mit kleinen Krediten auszuhelfen. Mitte Oktober erreichte Hoover ein dringender Ruf vom amerikanischen Botschafter Walter Hines Page, gegen eine drohende Hungerkatastrophe in Belgien zu helfen, wo Kriegszerstörungen und Seeblockade zu einer dramatischen Versorgungslage geführt hatten. Mit wohlhabenden Freunden gründete Hoover die Kommission für das Belgische Hilfswerk (Commission for Relief in Belgium; CRB) zur Organisation der Lebensmittelhilfe. Hoover brachte einen Großteil seines Vermögens ein und kaufte direkt nach dem Treffen mit dem Botschafter eine erste Schiffsladung für den Import über Rotterdam. Die Kommission arbeitete effektiv in der Katastrophenhilfe und wuchs zu einer mächtigen Organisation an, der viele Fabriken, Warenhäuser und eine Kanalflotte für die Binnenschifffahrt gehörten. In Verhandlungen mit David Lloyd George, Raymond Poincaré und Theobald von Bethmann Hollweg konnte Hoover häufig Vereinbarungen erreichen. Während die Briten durch die Hilfsmaßnahmen ihre Blockade beeinträchtigt sahen, stand das Deutsche Kaiserreich der CRB nachgiebiger gegenüber. Die Kommission für das Belgische Hilfswerk versorgte bis zu neun Millionen Menschen in Belgien und Frankreich und sammelte insgesamt über 900 Millionen US-Dollar ein, wovon knapp 700 Millionen Staatsgelder waren. Wichtig für den Erfolg der Operation war in Belgien die Zusammenarbeit mit der nationalen Hilfsorganisation unter Lucien Emile Francqui.  Da die Führung der über 130.000 freiwilligen Helfer durch 60 meist unbezahlt in Vollzeit arbeitende Amerikaner erfolgte, waren die Verwaltungskosten äußerst niedrig. Hoover folgerte aus dem Wirken der Kommission, dass in Notlagen staatliche Unterstützung weitaus weniger verlässlich ist als freiwilliges Engagement der Bürger.

### United States Food Administration und American Relief Administration

Öffentliches Plakat der United States Food Administration zu sparsamerem Lebensmittelverbrauch

Kurz nach dem Eintritt Amerikas in den Ersten Weltkrieg ernannte Präsident Woodrow Wilson am 19. Mai 1917 Hoover zum Food Administrator. Sofort darauf initiierte er die unter seiner exklusiven Kontrolle befindliche United States Food Administration als eine Freiwilligenorganisation mit dem Ziel, die heimatlichen Lebensmittelpreise stabil zu halten und die Alliierten mit Nahrung zu versorgen. Die landwirtschaftliche Produktion wurde gefördert und die Binnennachfrage gebremst, um höhere Überschüsse für den Export zu erzielen. So wurde unter dem Leitmotto Food Will Win the War ein sparsamer Umgang mit Lebensmitteln propagiert und beispielsweise zu fleischlosen Dienstagen und brotfreien Mittwochen aufgerufen, während hohe Produktionszahlen prämiert wurden. Zu dieser Zeit wurde der Ausdruck to Hooverize bekannt, der die freiwillige, aber auch erzwungene Rationierung von Lebensmitteln bezeichnete. Die United States Food Administration hatte über 700.000 Mitglieder, die vor allem Angehörige der lokalen Eliten waren. Hoover forcierte im August 1917 die Verabschiedung des Lever Act, der Rationierungsmaßnahmen in Restaurants vorschrieb und die Alkoholproduktion zugunsten der Nahrungsmittelerzeugung einschränkte. Er nutzte gesetzliche Zwangsmaßnahmen wie Konfiszierung und staatliche Wirtschaftskartelle, die eine Verletzung der festgelegten Abnehmerpreise empfindlich bestraften. Seine außergewöhnlichen exekutiven Vollmachten, die den Kongress außen vor ließen, stießen auf Kritik. International genoss Hoover hohes Ansehen für seine Arbeit. Im Sommer 1918 empfingen ihn unter anderem die Könige Georg V. und Albert I., um ihm ihren Dank auszusprechen. In den 12 Monaten zuvor hatte die United States Food Administration Nahrungsmittel im Wert von 1,4 Milliarden US-Dollar (nach heutiger Kaufkraft 29 Mrd. Dollar) nach Europa geliefert.
Nach dem Waffenstillstand von Compiègne reiste Hoover im Auftrag des Präsidenten nach Europa. Er transformierte die United States Food Administration in die American Relief Administration (ARA), die neben der Lebensmittelversorgung den Wiederaufbau unterstützte. Die ARA koordinierte den Schiffs- und Zugverkehr, initiierte die Bekämpfung von Typhus und stellte die Lebensmittelversorgung von knapp 400 Millionen Menschen in Europa sicher. Als die staatlichen Gelder im Sommer 1919 ausliefen, wandelte Hoover die ARA in eine private Spendenorganisation um. Die hohen amerikanischen Lebensmittelüberschüsse nutzte Hoover teilweise als politisches Druckmittel, so bei der Entmachtung von Joseph August von Österreich als Reichsverweser in Ungarn.
Als Hoover als möglicher Kandidat für die Präsidentschaftswahl in den Vereinigten Staaten 1920 gehandelt wurde, nahm er dazu widersprüchlich Stellung. Als Gegner des aufkommenden Sozialdarwinismus und der grassierenden Roten Angst, der mit dem Gewerkschaftsführer Samuel Gompers freundschaftlichen Umgang pflegte, erhielt er besonders Sympathien von Seiten des progressiven Parteiflügels der Republikaner und der liberalen Presse wie The New Republic und The Nation. Trotz seiner republikanischen Prägung sahen viele Demokraten in Hoover einen möglichen Kandidaten für ihre Partei, darunter Edward Mandell House und Franklin D. Roosevelt. Am 30. März 1920 bekannte er sich zu den Republikanern und äußerte seine Bereitschaft für eine Präsidentschaftskandidatur gegen die absehbar chancenlosen Demokraten. Die programmatischen Forderungen Hoovers an die Partei, sein schwerer Stand als ehemaliger Food Administrator bei den Farmern sowie sein langer Auslandsaufenthalt und die Zusammenarbeit mit dem Internationalisten Wilson erwiesen sich als hinderlich. Bei den Primaries in Kalifornien trat er gegen Senator Hiram Johnson an, der nahezu doppelt so viel Stimmen erhielt wie Hoover. Am Ende wurde mit Warren G. Harding ein Vertreter der Konservativen Präsidentschaftskandidat der Republikaner.

### Handelsminister

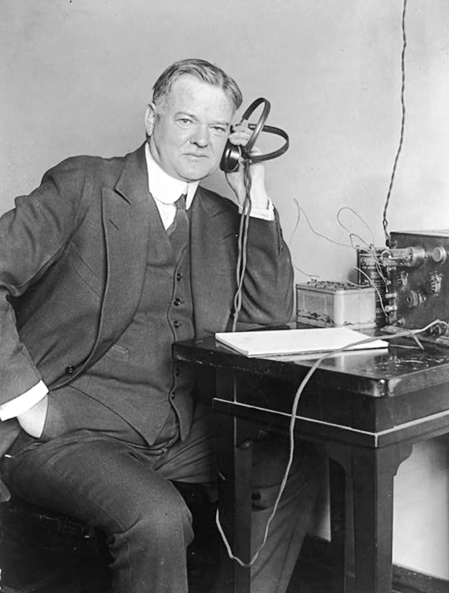
Herbert Hoover hört Radio

Noch vor dem Sieg der Republikaner bei der Präsidentschaftswahl von 1920, die eine klare Mehrheit gegen eine Fortsetzung der Politik Wilsons und des internationalen Engagements erbrachte, bot Harding trotz innerparteilicher Kritik Hoover den Posten des Handels- oder Innenministers an. Nach anfänglichem Zögern entschied sich Hoover knapp zwei Wochen vor Amtseinführung des Präsidenten für das Handelsministerium und forderte, es mit mehr Vollmachten auszustatten. Dieses Ministerium sollte er unter der nachfolgenden Präsidentschaft von Calvin Coolidge bis zum 21. August 1928 behalten.
Hoover erweiterte die Zuständigkeiten und somit die Bedeutung des Ministeriums auch auf Kosten anderer Ressorts erheblich, so entstanden drei neue Abteilungen für Bau, Radio und Luftfahrt. Eine Schlüsselstellung nahm das Bureau of Foreign and Domestic Commerce unter Julius Klein ein, dessen Haushalt Hoover um das sechsfache erhöhte. Mitarbeiter dieser Abteilung wurden weltweit in bedeutende Städte entsandt, um im Ausland energisch bestehende amerikanische Handels- und Geschäftsmöglichkeiten voranzutreiben, und das Marktgeschehen wurde in regelmäßigen öffentlichen Berichten wie dem Survey of Current Business statistisch so genau erfasst, wie es in Europa erst drei Jahrzehnte später erfolgte. Besonders förderte er die Luftfahrt, führte Fluglizenzen und regelmäßige Sicherheitsinspektionen ein und schrieb für alle Landebahnen Beleuchtung und Funkleitstrahl vor. Dieses Engagement führte dazu, dass der erste Flugplatz der Hauptstadt 1926 den Namen Hoover Field erhielt. Der Flut an Radiosendern, die binnen eines Jahres von 2 auf über 300 angewachsen war, begegnete er mit Lizenzierung, dem Ausschluss von Amateuren und Zuweisung von Sendefrequenzen, beließ es aber bei einem reinen Privatsendermarkt.
Neben staatlicher Regulierung neuer Industrien wie Luftfahrt und Radio führte Hoover über das Bureau of Standards die Normung von Bauteilen, Geräten und Werkzeugen über mehr als hundert unterschiedliche Branchen hinweg ein. Um bessere Standards im Bau zu entwickeln, aber auch um bestehende Vorschriften zu deregulieren, gründete Hoover das American Construction Council unter dem Vorsitz von Franklin D. Roosevelt. Als dieser von Hoover forderte, mehr Druck auf die Industrie auszuüben, um Vereinbarungen zu erreichen, weigerte sich der Handelsminister und das Gremium scheiterte. Mehrfach warnte er als Handelsminister vor dem Entstehen einer Spekulationsblase, bat Coolidge darum, etwas gegen Insiderhandel zu unternehmen, und sprach sich für eine Erhöhung des Zinssatzes des Federal Reserve Systems aus, damit ein Absturz des Bullenmarkts verhindert werde. Trotzdem wurde er später allgemein für die Weltwirtschaftskrise verantwortlich gemacht und von den Demokraten jahrzehntelang als Schreckgespenst präsentiert, das die Nation im Falle eines republikanischen Präsidenten erwarte.
Als Handelsminister positionierte er sich politisch auch in Konkurrenz zu Außenminister Charles Evans Hughes und Finanzminister Andrew W. Mellon und mitunter zum Präsidenten. Er kritisierte die Militärintervention in Nicaragua und die Währungspolitik gegenüber Mexiko und befürwortete, auch aus ethnischen Vorurteilen heraus, strikte Zuwanderungsregeln für Japaner und Lateinamerikaner. In der grundsätzlichen Frage, ob amerikanische Investitionen weltweit notfalls militärisch zu schützen sind, stand er in Opposition zu Hughes, Mellon und Harding. Anstatt zu intervenieren, sah er die Lösung darin, derartige wirtschaftliche Risiken überhaupt zu vermeiden, weshalb er auch ein Gegner von Rüstungskrediten ins Ausland war. Obwohl Hoover eigene Schutzzölle wie den von Fordney-McCumber aus dem Jahr 1922 auf europäische Importe nicht ablehnte, bekämpfte er Schutzzölle und Subventionen anderer Staaten, wobei er auch einen Preiskrieg mit dem Colonial Office unter Winston Churchill um den Weltmarktpreis von Gummi führte. Er setzte Hungerhilfe für die Sowjetunion von 1921 bis 1923 durch, obwohl er ihre staatliche Anerkennung sein Leben lang bekämpfte. Die American Relief Administration, der Hoover vorstand, versorgte dort mit wenigen freiwilligen amerikanischen Helfern 15 Millionen Menschen.
Obwohl eigentlich in Zuständigkeit des Innenministeriums entwickelte Hoover im Naturschutz Initiativen, unter anderem zur Bewahrung der Niagarafälle und der Chesapeake Bay. Besonders erbitterte Auseinandersetzungen führte er mit Landwirtschaftsminister Henry Cantwell Wallace, der kein Verständnis für die wirtschaftliche Bedrängnis der Farmer bei Hoover erkennen konnte, trotz dessen Unterstützung für den Agricultural Credits Act, der die Kreditvergabe an landwirtschaftliche Banken und Genossenschaften förderte. Vor allem aus Gründen der Effizienz sah Hoover neben Modernisierung und Technisierung die Gründung von landwirtschaftlichen Kooperativen als einen Weg aus der Krise der Farmer. Die Förderung solcher Genossenschaften zur Produktion und Vermarktung wurde 1925 Grundlage des Cooperative Marketing Act. Den Gesetzesvorschlag des Repräsentanten Gilbert N. Haugen und des Senators Charles L. McNary, welcher die staatliche Festlegung von Mindestpreisen für einheimische landwirtschaftliche Produkte vorsah und von Wallace besonders forciert wurde, bekämpfte Hoover energisch. Eine Verabschiedung des McNary–Haugen Bill scheiterte später an zwei Vetos des Präsidenten Calvin Coolidge.
Gleichfalls sehr intensiv agierte Hoover im Zuständigkeitsbereich des Arbeitsministers James J. Davis. Als es 1922 zu einem Streik im Kohlenbergbau kam, ernannte ihn Harding zum Streitschlichter. Bei den Gewerkschaften genoss Hoover anfangs Sympathien, weil er zur Stärkung des Binnenkonsums für eine angemessene Lohnhöhe und Repräsentation der Arbeiter in Gremien eintrat sowie ein Gegner des Union Busting war. Allerdings differenzierte er nicht zwischen freien Gewerkschaften und abhängigen Betriebsgewerkschaften, so dass er nicht opponierte, als mit deren Gründung die Unternehmer zusehends das Closed-Shop-Prinzip aushebelten.
Als im August 1921 die Arbeitslosenzahl auf über 4 Millionen angewachsen war, bewegte er Harding dazu, eine Konferenz unter seinem Vorsitz einzuberufen. Obwohl letztendlich nur die Hürden für öffentliche Bauprojekte auf kommunaler Ebene gesenkt wurden und ohne Beweis schrieb Hoover später das Ende der Rezession von 1921 bis 1923 vor allem dieser Konferenz zu. In den Stahlwerken konnte Hoover mit Unterstützung des Präsidenten den Widerstand von US Steel und anderen Unternehmen brechen und ein Ende der 84-Stunden-Woche durchsetzen. In der Kohleindustrie erzwang er 1924 in Kooperation mit dem Gewerkschafter John L. Lewis eine Einigung, ohne jedoch später auf die Verletzung der Bedingungen durch die Unternehmer zu reagieren. Er geriet zeitweilig in Konflikt mit Justizminister Harry M. Daugherty, der die Förderung von Handelsverbänden durch Hoover nach dem Antitrust Act untersuchen wollte. Sein außergewöhnliches Engagement jenseits seines Ressorts führte öffentlich zu der Stichelei, Hoover sei nicht nur Handelsminister, sondern auch Staatssekretär in allen anderen Ministerien.
1922 veröffentlichte Hoover die Monographie American Individualism, in der er seine wesentliche Überzeugung vom Individualismus als dem überlegenen Wertesystem im Vergleich zu anderen, wie zum Beispiel dem europäischen Kapitalismus und Kommunismus, aus philosophischen Werken und seinen eigenen Auslandserfahrungen analytisch ableitete. Im privaten Unternehmertum Amerikas lag demnach die beste Möglichkeit, soziale Gerechtigkeit und Chancengleichheit für den Einzelnen zu erreichen. Hoover war kein Anhänger einer Politik des Laissez-faire, sondern sah in einer Abstimmung von staatlichem Handeln mit privatwirtschaftlichen Interessen, wie sie zum Beispiel in Wirtschaftsverbänden und Aufsichtsbehörden erfolgt, ein Mittel zum Allgemeinwohl. American Individualism wurde überwiegend positiv rezensiert und als bedeutsamer Beitrag zur Sozialtheorie bewertet. Obwohl Hoover in diesem Werk den Sozialismus am schärfsten kritisierte, weil dieser den Menschen als rein altruistisch motiviert ansehe, hob er sich mit den darin geäußerten progressiven Ansichten von der damals vorherrschenden reaktionären Grundstimmung ab und vergrößerte sein Ansehen.
Als Minister aus dem progressiven Parteiflügel der Republikaner galt Hoover als ein möglicher Kandidat für die Vizepräsidentschaft an der Seite von Coolidge bei der Präsidentschaftswahl 1924. Für diese Position wurde von den Delegierten der Republican National Convention aber Charles Gates Dawes ausgewählt. Coolidge hatte Hoover zuvor damit betraut, für ihn den Vorwahlkampf in Kalifornien gegen seinen Herausforderer, Senator Hiram Johnson, zu leiten. Im Kabinett behielt Hoover nach der Wahl von Coolidge seinen Ministerposten.
Den Höhepunkt seiner Popularität erreichte Hoover, als Präsident Coolidge ihn zum Krisenmanager bei der Mississippiflut 1927 ernannte. Hoover schlug für die nächsten Monate sein Hauptquartier in Memphis auf und bereiste unablässig den Mississippi zwischen Cairo und New Orleans, um die Bevölkerung vor Ort zur Unterstützung der obdachlos gewordenen Mitbürger aufzurufen. Es gelang ihm 17 Millionen US-Dollar (nach heutiger Kaufkraft 307 Mio. Dollar) Spenden einzusammeln sowie 600 Schiffe und 150 Zeltstädte zur Nothilfe zu organisieren. Wie es für ihn typisch war, betonte Hoover, der zu dieser Zeit prominenter war als der Präsident, auch hier allein den Erfolg der durch ihn initiierten lokalen Improvisation und unterschlug, dass ein gutes Drittel der finanziellen und anderen Mittel von Behörden wie dem Public Health Service, dem Landwirtschaftsministerium und der Nationalgarde stammte.

### Präsidentschaftswahl 1928

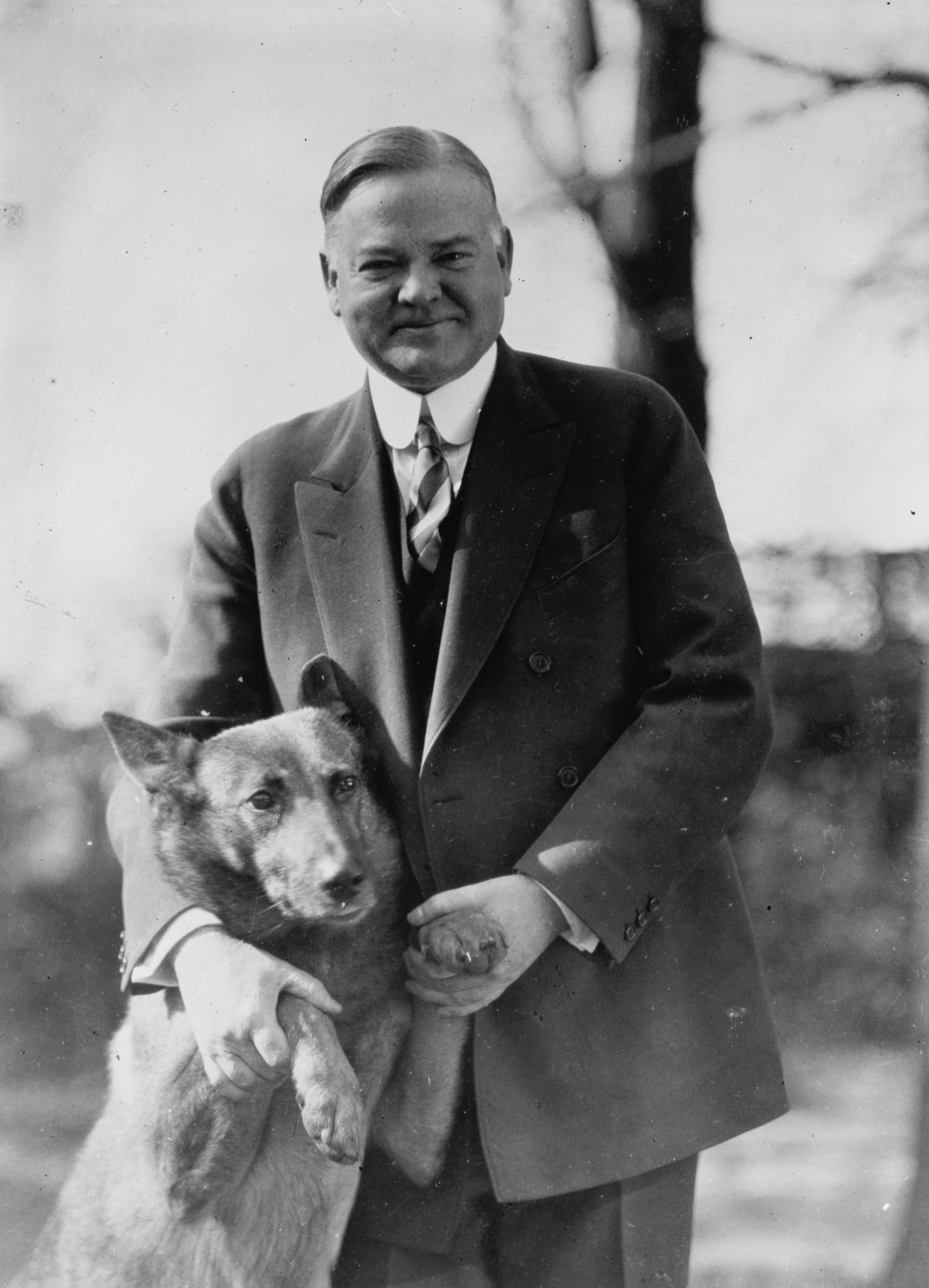
Herbert Hoover mit seinem Hund King Tut während des Wahlkampfs 1928

Als Präsident Coolidge 1927 überraschend verkündete, nicht zur Wiederwahl anzutreten, galt Hoover als aussichtsreichster Kandidat der Republikaner für die Präsidentschaftswahl 1928. Die Kandidatur verlief nicht problemlos, denn zum einen kamen Zweifel auf, ob er, wie im Wahlrecht gefordert, seit 14 Jahren Einwohner der Vereinigten Staaten sei, zum anderen trug ihm der wirtschaftskonservative Parteiflügel noch seine direktive Politik als Food Administrator nach. Am Ende gewann er bei den Vorwahlen alle Bundesstaaten bis auf West Virginia, Ohio und Indiana. Hoover wurde bereits im ersten Wahlgang auf der Republican National Convention in Kansas City, Missouri im Juni 1928 nominiert und entschied sich als Running Mate für den unterlegenen Gegenkandidaten Senator Charles Curtis aus Kansas, der später der erste und bisher einzige Vizepräsident mit indianischem Elternteil wurde. Wenige Tage nach der Convention trat Hoover als Minister zurück, um sich voll auf den Wahlkampf zu konzentrieren.
Die Rede zur formalen Annahme der Nominierung, welche der Kandidat bis dahin traditionell von der Frontseite seines Privathauses gehalten hatte, hielt Hoover dank des Einsatzes von Ray Lyman Wilbur im Stanford Stadium vor 70.000 Zuschauern. Bei diesem Auftritt, der seinen Präsidentschaftswahlkampf eröffnete, identifizierte sich Hoover mit Harding und Coolidge, versprach, ihre Politik fortzuführen, und prognostizierte, dass der Tag, an dem das Ende der Armut in Amerika in Sicht sei, bald kommen werde. Das Wahlprogramm umfasste niedrigere Steuern, Schutzzölle, die Ablehnung landwirtschaftlicher Subventionen und Aufrechterhaltung der Prohibition. Sein Wahlslogan A chicken in every pot and a car in every garage (dt. Ein Hühnchen in jedem Topf und ein Auto in jeder Garage) entsprach der Konsumorientierung der fordistischen Gesellschaft.
Hoover profitierte von seiner Biographie und dem Ruf, ein effizienter Technokrat und weltweit gerühmter Wohltäter zu sein. Hinzu kam, dass der wirtschaftliche Erfolg der Roaring Twenties den Republikanern Harding und Coolidge zugerechnet wurde, denen er als Minister gedient hatte. Hoover galt als schwacher Redner und scheute die Präsenz im Wahlkampf, die sich am Ende auf sechs Auftritte unter anderem in seinem Geburtsort, in Boston und New York City beschränkte. Außerdem hielt er sieben Radioansprachen an die Nation, in denen er seinen demokratischen Konkurrenten, den Gouverneur von New York, Al Smith, kein einziges Mal erwähnte. Hoover organisierte und administrierte vor allem den Wahlkampf und bereitete sich tagelang akribisch auf seine wenigen Reden vor. Die Republikaner drehten den Film Master of Emergencies, welcher Hoovers Stärken als effizienten Verwalter und Krisenmanager akzentuierte. Die politische Indifferenz und Zurückhaltung des technokratischen Hoover wurde im Wahlkampf als eine Tugend dargestellt, die ein neues Zeitalter ankündige, in dem technische Experten den Staat verwalten und keine Berufspolitiker mehr. Um die kühle und starre Wirkung seiner Persönlichkeit sympathischer zu gestalten, die als seine wesentliche Schwäche identifiziert wurde, versendeten die Wahlkampfmanager mehrere tausend von Hoover unterschriebene Fotos, die ihn lächelnd mit seinem Lieblingshund King Tut, einem belgischen Schäferhund, zeigten.
Es gab vor allem im ländlichen Amerika teilweise heftige Ressentiments gegen den Demokraten Smith, da dieser Katholik und Gegner der Prohibition war. Der Ku-Klux-Klan gab Pamphlete gegen Smith heraus und organisierte Kundgebungen gegen ihn. Auch dass Smith zur Seilschaft Tammany Hall gehörte, gereichte ihm zum Nachteil. Um die Stimmen der weißen Wähler in den Südstaaten zu erhalten, verneinte Hoover seine Gegnerschaft zu den Jim-Crow-Gesetzen und vermied eine Verurteilung des Ku-Klux-Klans. Mit einem Popular Vote von mehr als 58 Prozent entschied Hoover die Wahl für sich, wobei er seinem Konkurrenten mit New York den eigenen Bundesstaat und fünf weitere im demokratischen Solid South abnahm.

### Präsidentschaft

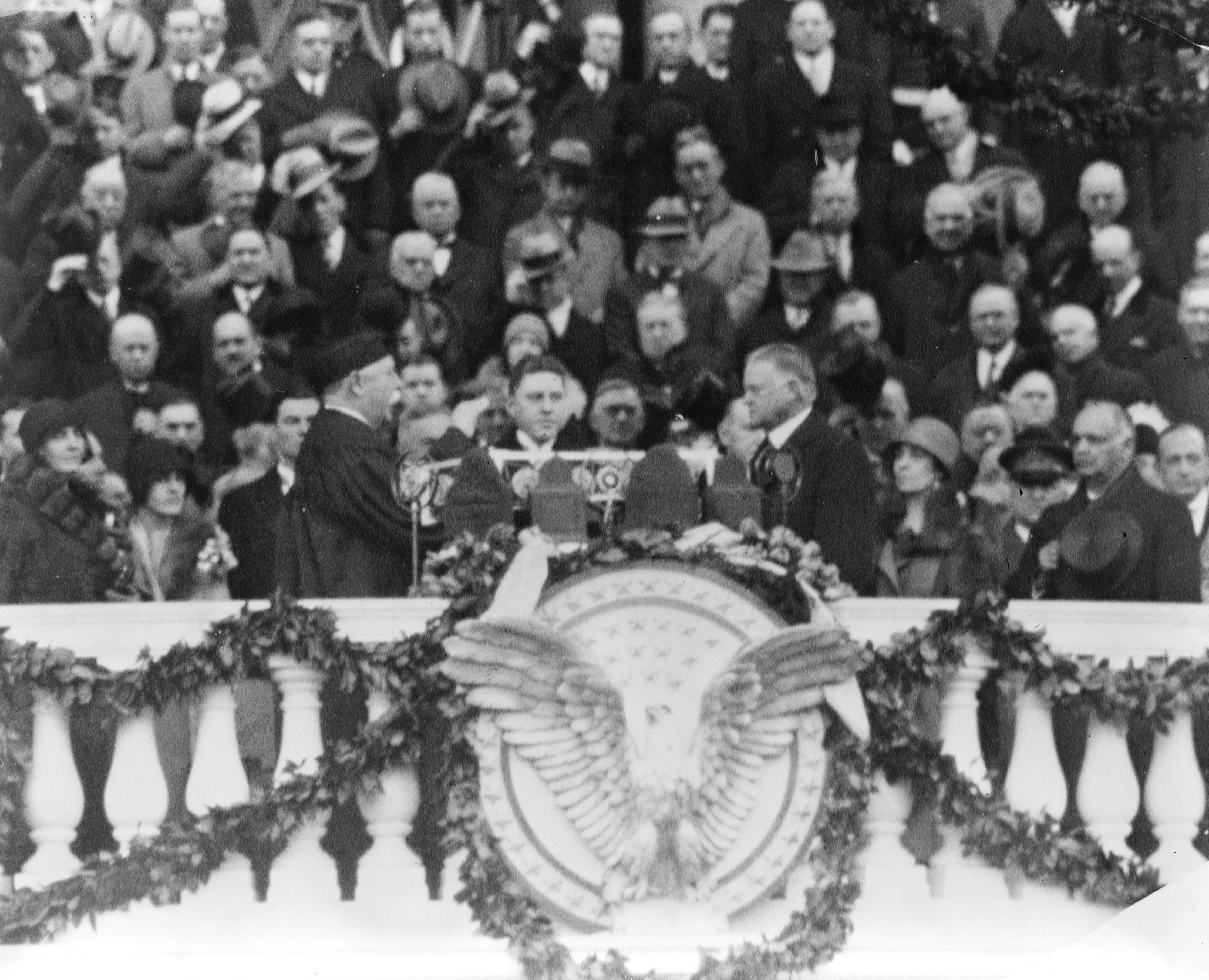
Taft (links) nimmt Hoover (rechts) am 4. März 1929 den Amtseid ab

Hoover wurde am Nachmittag des 4. März 1929 als 31. Präsident der Vereinigten Staaten von Chief Justice William Howard Taft vereidigt. Dies ist bis heute die letzte Amtseinführung des Präsidenten der Vereinigten Staaten, bei der ein früherer Präsident einen seiner Nachfolger vereidigte. Mit seiner Antrittsrede, die von annähernd 100.000 Zuschauern vor dem Kapitol und 63 Millionen Zuhörern am Radio verfolgt wurde, entsprach Hoover den optimistischen Erwartungen, die mit ihm als erfolgreichem Technokraten verbunden waren und dem Zeitgeist der Roaring Twenties entsprachen. Hoovers extreme Zuversicht und seine Überzeugung von der Überlegenheit des American Individualism mündete in dem während der Weltwirtschaftskrise oft kritisiertem Satz “In no Nation are the fruits of accomplishment more secure” (Herbert Hoover, Inaugural Adress (1929), deutsch: „In keiner Nation sind die Früchte des Fortschrittes sicherer“). Als Problem sprach er die Zunahme der Kriminalität rund um den 18. Zusatzartikel zur Alkoholprohibition an, für die er nicht individuelles oder staatliches Versagen verantwortlich machte, sondern eine ineffiziente Organisation des Rechtssystems.

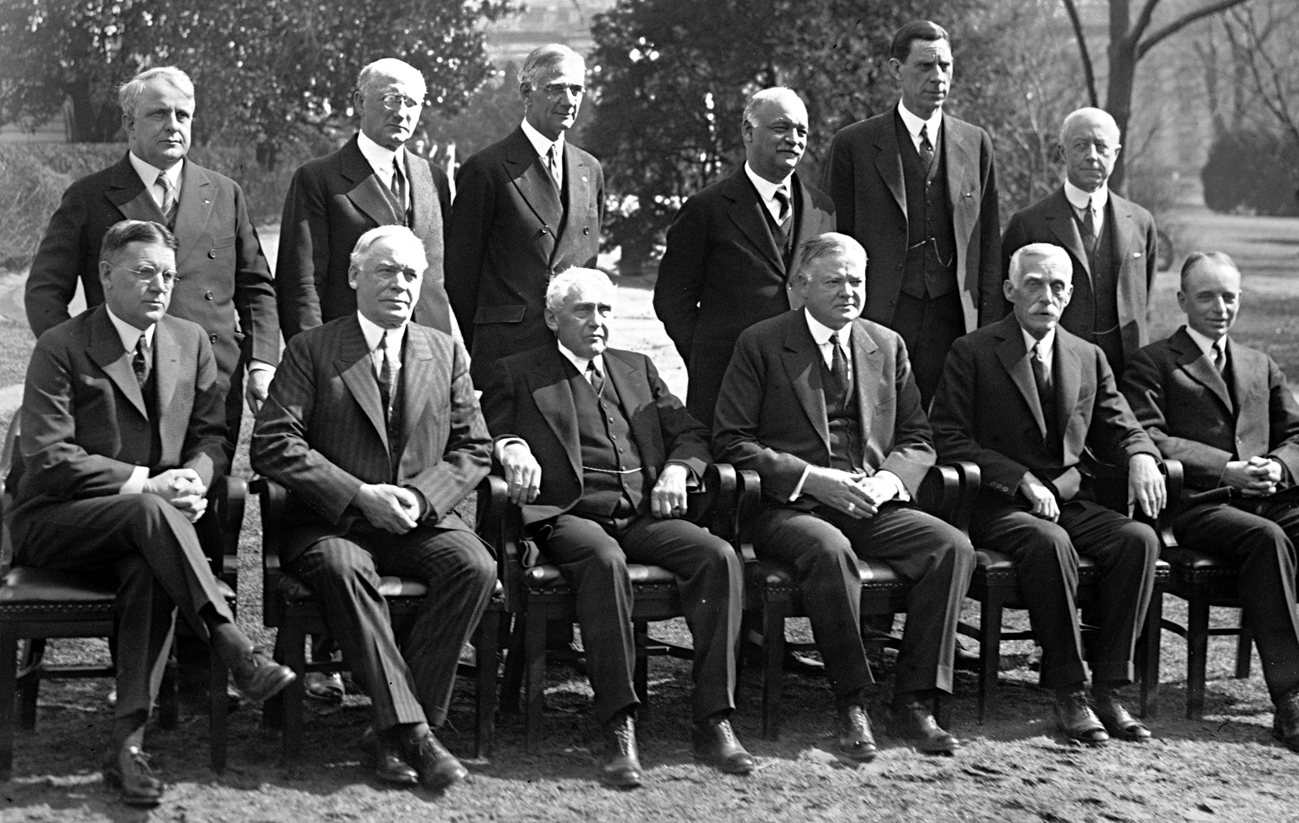
Hoovers Kabinett

In sein Kabinett berief er mit Andrew W. Mellon (Finanzen) und James J. Davis (Arbeit) zwei Minister, mit denen er bereits im Kabinett Coolidge amtiert hatte. Vor allem die Ernennung von Mellon sollte die alte Parteigarde zufriedenstellen. Als Geste an den Parteiflügel, der sich für den Schutz der Einkommen der Farmer einsetzte, bot Hoover Senator Charles L. McNary den Posten als Landwirtschaftsminister an. Dieser lehnte jedoch ab. An seiner Stelle übernahm Arthur M. Hyde dieses Amt, in dessen Ressortbereich vor allem der Präsident selbst politisch initiativ wurde.
Als leistungsstarke Minister erwiesen sich in den folgenden Jahren Außenminister Henry Stimson, Innenminister Ray Lyman Wilbur, der ein enger Freund Hoovers war, Marineminister Charles Francis Adams und Justizminister William D. Mitchell. Als Berater in wirtschaftlichen Fragen griff Hoover meist auf den Unterstaatssekretär im Finanzministerium, Ogden L. Mills, zurück und umging somit Mellon. Sein Mitarbeiterstab im Weißen Haus war für die damalige Zeit von geringem Umfang und stand Hoover sehr loyal gegenüber. Einige Mitarbeiter, zum Beispiel Lawrence Richey, George Akerson und French Strother, hatten ihm bereits bei den Vorwahlen 1928 zugearbeitet. Als Hoovers Privatsekretär fungierte Walter Newton.
Die beginnende Regierungszeit des Präsidenten gestaltete sich positiv. Bei seiner Amtseinführung stiegen die Börsenkurse, er hatte Mehrheiten in Senat und Repräsentantenhaus und die Presse war ihm seit seiner Zeit als Minister sehr gewogen, als er regelmäßig Reporter zu offenen Gesprächen in sein Büro eingeladen hatte. Eine seiner ersten Handlungen als Präsident war die Lockerung der Pressegesetze zur wörtlichen Wiedergabe durch Journalisten, welche unter Coolidge verschärft worden waren. Anfängliche Initiativen Hoovers im Kongress, bei denen er auf die Unterstützung durch den Sprecher Nicholas Longworth zählen konnte, betrafen die Zollpolitik und Krisenhilfe für die Landwirtschaft. Zudem unterstützte er die Gründung der National Institutes of Health, die 1930 mittels des Ransdell Act erfolgte, sowie die Schaffung der Veterans Administration im gleichen Jahr. Hoover versuchte vor allem durch 64 Konferenzen und Kommissionen, Gesetzesprogramme zu initiieren, welche häufig privat finanziert wurden.
Am Abend des 24. Dezember 1929 beschädigte ein Brand den West Wing des Weißen Hauses erheblich. Hoover nutzte seitdem Arbeitszimmer im Hauptgebäude oder in nahegelegenen Ministerien.

#### Innenpolitik

##### Smoot-Hawley Tariff Act
Die Frage, ob Freihandel oder Protektionismus in der amerikanischen Außenhandelspolitik dominieren sollte, wurde schon seit langem diskutiert. Hoover war kein Anhänger hoher Schutzzölle, glaubte aber, vor allem die heimische Landwirtschaft müsse vor billigen Produkten und Niedriglöhnen des Auslands geschützt werden, zumal sein ökonomisches Leitbild der prosperity hohe Löhne einschloss („high-wage economy“). Er schlug dem Kongress im April 1929 mit Unterstützung des progressiven Flügels der Republikaner unter William Borah ein Zollgesetz vor, das am 28. Mai 1929 vom Repräsentantenhaus als Smoot-Hawley Tariff Act angenommen wurde. Über das Gesetz entspann sich eine kontroverse Debatte in der amerikanischen Öffentlichkeit; die Mehrheitsfindung im Senat gestaltete sich schwierig, zumal Hoover passiv blieb und keinen Versuch unternahm, einen Kompromiss auszuhandeln oder im Rahmen des politischen Klientelismus Druck auf den Kongress auszuüben. Am Ende des Gesetzgebungsprozesses im Kongress enthielt der Smoot-Hawley Tariff Act keinen einzigen der Vorschläge mehr, die Hoover im April 1929 mit Unterstützung der progressiven Republikaner im Repräsentantenhaus eingebracht hatte. Im Juni 1930 unterschrieb Hoover schließlich trotz seiner Opposition den vom Senat im Sinne des Protektionismus erheblich verschärften Smoot-Hawley Tariff Act, was sein bis dahin gutes Verhältnis zum progressiven Parteiflügel stark belastete und als größte politische Niederlage der ersten beiden Amtsjahre gilt.
Daneben hatten über 1.000 neoklassische Wirtschaftswissenschaftler von 179 Universitäten den Präsidenten in einem Aufruf aufgefordert, sein Veto einzulegen. Stattdessen wurde aber das Gesetzespaket sogar erweitert und erhöhte die Zölle über den landwirtschaftlichen Sektor hinaus für industrielle Produkte auf ein historisches Rekordniveau, während landwirtschaftliche Exportsubventionen verworfen wurden. Die von Hoover gewünschte unabhängige Expertenkommission, die Einfluss auf die Zolltarife nehmen sollte, fand zwar Eingang in das Gesetz, kam aber in der Praxis nicht zum Tragen. In der Folge reagierten 25 Handelspartner der Vereinigten Staaten mit Gegenmaßnahmen und erhöhten die Einfuhrzölle auf amerikanische Produkte. In diesem Zusammenhang verstärkten einige Staaten die Kontrolle der Wechselkurse und werteten die eigene Währung ab, um Handelsüberschüsse zu erzielen. Innerhalb von zwei Jahren nach Verabschiedung des Smoot-Hawley Tariff Act sanken die amerikanischen Exporte um annähernd zwei Drittel.

##### Agrarpolitik
Die amerikanischen Farmer befanden sich in den 1920er Jahren in einer schlechten wirtschaftlichen Lage. Durch neue Technologien konnten die Erträge zwar gesteigert werden, wegen Überproduktion und der starken ausländischen Konkurrenz sanken die Preise. Der republikanische Senator Charles L. McNary und der Vorsitzende des Landwirtschaftsausschusses des Repräsentantenhauses, Gilbert N. Haugen, hatten Gesetzesvorschläge zur Subventionierung der Landwirtschaft vorgelegt, doch die McNary–Haugen Farm Relief Bill war bis 1928 viermal an der Ablehnung Coolidges gescheitert. Dieser hatte sich stattdessen für die Ideen seiner damaligen Minister Hoover und William Marion Jardine entschieden, die Elektrifizierung, besseres Saatgut und effizientere Anbau- und Verkaufsmethoden, auch mittels wirtschaftlicher Kooperativen, vorsahen. Als Präsident legte Hoover nun dem Kongress ein im Wesentlichen auf Jardine beruhendes Gesetz zur Schaffung eines Federal Farm Board vor, das mit 500 Millionen Dollar die Bildung landwirtschaftlicher Kooperativen fördern sollte, um so eine Preisstabilisierung zu erreichen. Widerstände im Kongress führten zu einer Kompromisslösung, dem Agricultural Marketing Act, der am 15. Juni von Hoover unterzeichnet wurde. Landwirtschaftliche Produkte konnten nun über nationale Agenturen wie die Farmers National Grain Corporation vermarktet werden. Diese Organisationen sollten zudem große Überproduktion aufkaufen, um die Preise stabil zu halten. Des Weiteren waren Kredite für die Gründung und Stabilisierung landwirtschaftlicher Kooperativen vorgesehen.
Das Federal Farm Board besetzte Hoover mit Industriellen, wie zum Beispiel dem Konzernchef von International Harvester, die von vielen Farmern als ihre Ausbeuter wahrgenommen wurden. Er gab zudem die Weisung, den finanziellen Spielraum für Hilfsleistungen möglichst eng auszulegen. Als die Agenturen im Oktober 1929 ihre Arbeit begannen, nahm kurze Zeit später die Weltwirtschaftskrise ihren Anfang. Das Federal Farm Board war schließlich nur noch mit vergeblicher Marktstabilisierung beschäftigt und wurde im Juni 1931, nach dem Verlust von 345 Millionen US-Dollar (nach heutiger Kaufkraft 7.107 Mio. Dollar) und der Weigerung Hoovers, Produktionskontrollen durchzusetzen, eingestellt.

##### Nationalparks
Zum Vorsitzenden des National Park Service ernannte Hoover den bekannten Naturschützer Horace M. Albright. Während seiner Präsidentschaft nahmen die Schutzflächen um 3 Millionen Acres und somit 40 Prozent zu. Mit den Great Smoky Mountains und den Everglades wurden die ersten Nationalparks im Osten Amerikas geschaffen. Die von Hoover im Oktober 1929 geschaffene Commission on the Conservation and Administration of the Public Domain beabsichtigte, nicht reservierte öffentliche Ländereien und Landgewinnung in die Verantwortung der Bundesstaaten zu geben und so den Naturschutz potenziell anderen Interessen auf lokaler Ebene unterzuordnen. Dieses Vorhaben scheiterte am Widerstand der westlichen Bundesstaaten, die sich weigerten, die Verwaltung der großen Weideflächen auf ihren Gebieten zu übernehmen, und weiterhin Washington in dieser Pflicht sahen.

##### Minderheitenpolitik
Im Alter von sechs Jahren hatte Hoover ein halbes Jahr lang bei einem Onkel in der Indianerreservation Osage County in Oklahoma gelebt. Er erwähnt in seinen Memoiren, dass er in dieser Zeit Schule und Sonntagsschule im Reservat besucht habe. Der Onkel und verschiedene andere Verwandte arbeiteten beim Bureau of Indian Affairs. Hoover ist der einzige US-Präsident, der in einer Reservation gelebt hat.
Hoover ernannte die Quäker Charles Rhoads und Henry Scattergood, die als Bürgerrechtler in der Indian Rights Association engagiert waren, zu Leitern des Bureau of Indian Affairs. Dabei gab nach seinen Memoiren der Einsatz der Quäker für die Indianerbevölkerung den Ausschlag. Beide definierten eine neue Indianerpolitik. Bis dahin war der Umgang mit den Indianern durch Segregation in Reservate einerseits, das Streben nach völliger Assimilation in die amerikanische Gesellschaft andererseits gekennzeichnet, wie Hoover in seinen Memoiren schrieb. Hoover kritisierte die Absicht der bisherigen Politik, die Indianer auch gegen ihren Willen zu „zivilisieren“. Auch die Aufteilung des Reservatslands in Parzellen durch den Dawes Act lehnte er ab. Sein Plan, der sich auf den 1928 veröffentlichten Meriam Report über die Lage in den Indianerreservationen stützte, sah vor, den Indianern zu ökonomischer Selbständigkeit, Stolz und Respekt für ihre eigenständige Kultur zu verhelfen. Sie schlugen zu diesem Zweck ein Indian Arts and Crafts Board innerhalb des Innenministeriums vor, das eine bessere Vermarktung indianischer Kunsthandwerksprodukte und ihren urheberrechtlichen Schutz garantieren sollte. Weil Hoover stattdessen eine privatwirtschaftliche Finanzierung und Besetzung des Indian Cooperative Marketing Board of Directors vorzog, wurde es erst 1934 unter seinem Nachfolger Franklin D. Roosevelt eingerichtet. Auch durch Investitionen in Bildung und Gesundheit sollte die Möglichkeit für Indianer, ein Leben als integrierte amerikanische Staatsbürger zu führen, verbessert werden. Die Lebensmittelhilfe wurde verdreifacht und moderne Krankenhäuser mit besser ausgebildetem Personal konnten gebaut werden. Obwohl Hoovers Ziel die Assimilation der Indianer blieb, legte seine Regierung die Grundlage für eine neue Indianerpolitik, die in den nächsten vierzig Jahren verfolgt wurde.
1931 legte Hoover sein Veto gegen ein Entschädigungsgesetz ein, das den Choctaw, Cheyenne, Chickasaw und Arapaho finanziellen Ausgleich für ihre durch den amerikanischen Staat beschlagnahmten Ländereien in Aussicht stellte. Das Veto begründete er mit der Wertsteigerung des Bodens in den letzten fünfzig Jahren und der Notwendigkeit, Verträge einzuhalten. Er setzte sich aber für eine Erhöhung der Ausgaben für Indianerreservate um 3 Millionen Dollar ein.
Hinsichtlich der afroamerikanischen Bürgerrechtsbewegung unterstützte er privat die Urban League mit Spenden. Als Präsident förderte er die Howard University und gewann die Stiftung von Julius Rosenwald dafür, die Conference on the Economic Status of the Negro zu finanzieren. Besondere Beachtung und rassistische Proteste durch Politiker aus den Südstaaten löste Lou Hoover aus, als sie die Frau des afroamerikanischen Repräsentanten Oscar Stanton De Priest zum Tee im Weißen Haus empfing. Hoovers Politik in den Südstaaten insgesamt war für die Afroamerikaner enttäuschend und führte dazu, dass sich ihre traditionelle Wählerbindung an die Republikaner als der Partei Abraham Lincolns zu lösen begann. So weigerte er sich, Lynchmorde an Afroamerikanern zu verurteilen, und beharrte darauf, dass diese ihr Wohl weiterhin den lokalen weißen Eliten anvertrauen sollten.

##### Justiz
Auf der White House Conference on Health and the Protection of Children im Jahr 1930 wurde eine 19 Artikel umfassende (gesetzlich nicht bindende) und von Hoover entworfene Charta zu Kinderrechten, die Child’s Bill of Rights, beschlossen. Die Ergebnisse der vielen Untersuchungen, welche die aus mehreren tausend Delegierten bestehende Konferenz zusammenführte und in 35 Bänden veröffentlichte, prägten die Sozialarbeit im Bereich der Kindererziehung und des Gesundheitsschutzes in den nächsten Jahrzehnten. Die Konferenz empfahl unter anderem ein Verbot der Kinderarbeit und die Schaffung staatlicher Wohlfahrt in diesem Bereich. Den Hinweis der Kommission, dass 10 Millionen Kinder in Armut lebten oder körperlich behindert seien, beschönigte Hoover mit der Feststellung, dass mit 35 Millionen die Mehrheit der Kinder unter gesunden Bedingungen aufwachse.
Als Reaktion auf das Valentinstag-Massaker gründete Hoover die elfköpfige National Commission on Law Observance and Enforcement unter Vorsitz von George W. Wickersham. Diese untersuchte das Rechtssystem und konzentrierte sich dabei auf die Auswirkungen der Prohibition und adäquate Reformen. Besondere nationale Beachtung fanden dabei die Ergebnisse der Kommission zur Verbreitung von Polizeigewalt und Bestechlichkeit. Ihre Empfehlung im Abschlussbericht vom Januar 1931 jedoch, die Prohibition beizubehalten, obwohl nur zwei der elf Mitglieder an ihre Wirksamkeit glaubten, wurde allgemein als Lachnummer wahrgenommen. Diese in den Augen der Öffentlichkeit absichtlich falsche Ergebnisdarstellung durch den Präsidenten, der seit seinem Wahlkampf von 1928 der Abstinenzbewegung verpflichtet war, ließ Zweifel an seiner Glaubwürdigkeit aufkommen. Hoover betraute William Fielding Ogburn mit der Leitung des Committee on Recent Social Trends, dem Sozialwissenschaftler wie Charles Edward Merriam, Wesley Clair Mitchell und Howard Washington Odum angehörten. Mehrere Variablen der Gesellschaft, wie zum Beispiel die Bevölkerungszusammensetzung und Ernährung, wurden statistisch erfasst und der 1600 Seiten umfassende Bericht im Jahr 1933 abschließend veröffentlicht. Alle Studien und Konferenzen hatten gemeinsam, dass sie keine aktive Rolle des Staats bei der Lösung der Probleme vorsahen, weshalb der Report kaum politische Auswirkungen hatte. Zum Ende seiner Amtszeit setzte Hoover mit seiner Unterschrift den Norris-LaGuardia Act in Kraft. Dieser schränkte Yellow-dog contracts (Arbeitsverträge, die eine Mitgliedschaft in Gewerkschaften verbieten) und die Möglichkeit ein, Streiks per gerichtlicher Verfügung zu beenden.
Am 14. und 27. Mai 1930 bestätigte Hoover zwei Gesetze, auf deren Grundlage das System der Bundesgefängnisse stark ausgebaut werden sollte, um die überfüllten Haftanstalten der Kommunen und Bundesstaaten zu entlasten. Dazu stellte er im Justizministerium mit dem Federal Bureau of Prisons eine eigene Behörde auf. Zu deren erstem Leiter ernannte Hoover Sanford Bates. Der Bau notwendiger neuer Gefängnisse sowie die Verbesserung der Versorgung der Häftlinge und Ausbildung der Wärter wurde mit 5 Milliarden US-Dollar budgetiert.
Nach dem Tod von Edward Sanford, einem Angehörigen des Obersten Gerichtshofs der Vereinigten Staaten, stand Hoover in der Pflicht, einen Nachfolger zu benennen. Trotz der bereits einsetzenden Great Depression band diese Personalentscheidung sehr viel Aufmerksamkeit des Präsidenten in der ersten Hälfte des Jahres 1930. Hoover entschied sich am 21. März 1930 für John Johnston Parker, der jedoch wegen seiner positiven Urteile im Appellationsgericht zu Yellow-dog contracts auf erheblichen Widerstand der American Federation of Labor stieß. Zudem wurde Parker eine Äußerung aus seinem Gouverneurswahlkampf von 1920 in North Carolina vorgeworfen, in welcher er sich gegen eine aktive Beteiligung der Afroamerikaner an der Politik ausgesprochen hatte. Die National Association for the Advancement of Colored People (NAACP) hielt ihm deswegen Voreingenommenheit gegenüber Schwarzen vor. Die progressiven Republikaner unter der Führung von William Borah verhinderten am 7. Mai im Senat mit einer knappen Mehrheit von 41 zu 39 seine Ernennung. Dies war das erste Mal seit über 30 Jahren, dass ein Präsident bei einer derartigen Nominierung mit seinem Kandidaten scheiterte. Zur Freude des progressiven Parteiflügels konnte Hoover im Jahr 1932 Benjamin N. Cardozo als Nachfolger von Oliver Wendell Holmes, Jr. am Obersten Gerichtshof durchsetzen. Neben antisemitischen Stimmen hatte es regionale Bedenken gegen diese Personalie gegeben, da somit drei der Obersten Richter aus dem Bundesstaat New York stammten. Mit Charles Evans Hughes und Owen Roberts nominierte Hoover während seiner Amtszeit zwei weitere Richter erfolgreich für den Obersten Gerichtshof.

##### Hoover Dam und andere Bauprojekte

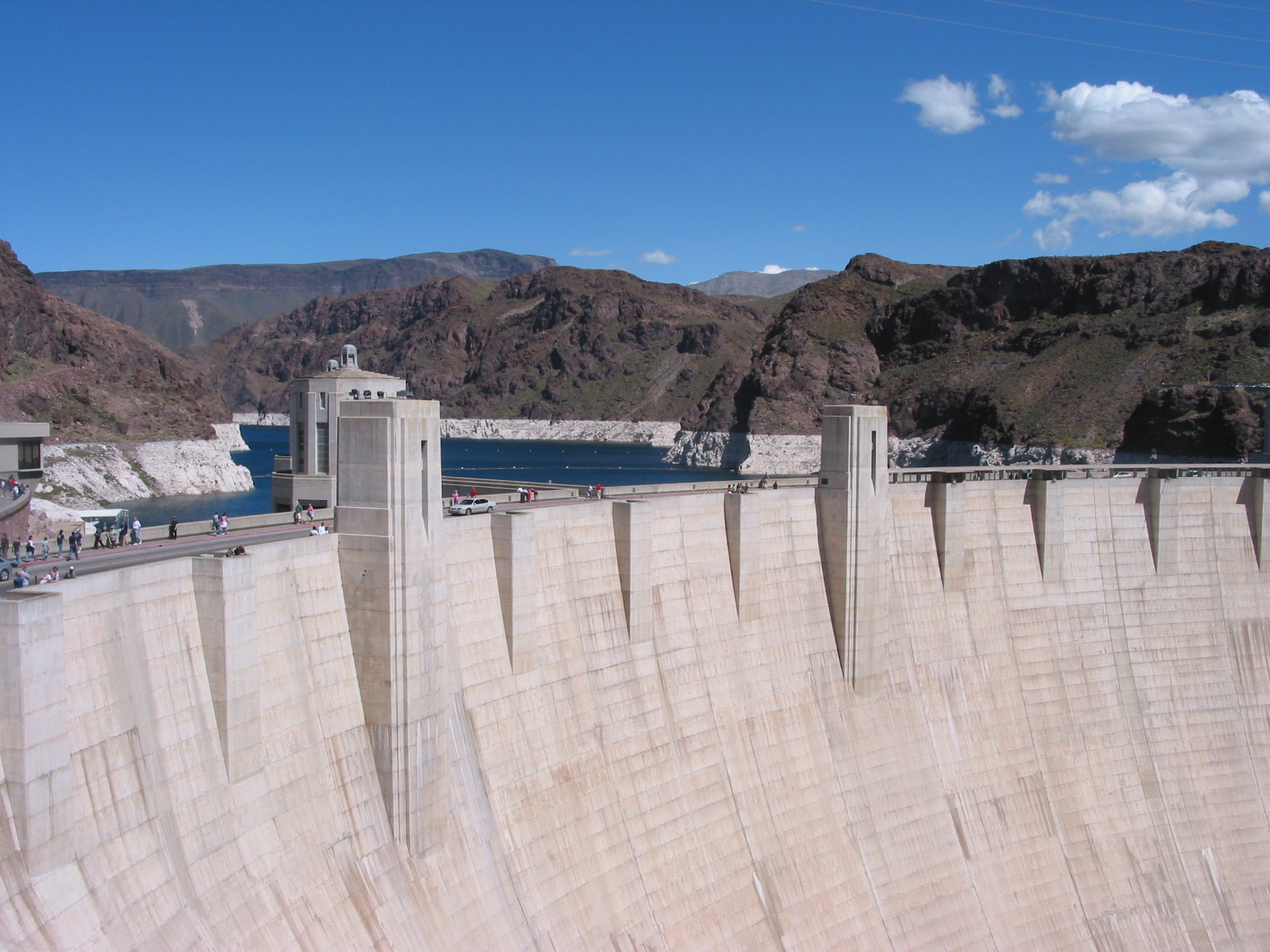
Staumauer des Hoover Dam

1922 hatte Hoover als Minister die Colorado River Commission geleitet, bei der es um die Verteilung der Wasserrechte zwischen den anliegenden Bundesstaaten ging, um einen Stausee zu bauen. Am 24. November 1922 hatte er eine Einigung von sieben der acht beteiligten Staaten erreichen können. Im Juni 1929 erreichte Hoover im Kongress den Boulder Canyon Project Act, der neben der Wasserversorgung in Südkalifornien die Flutkontrolle im Imperial Valley sowie die Stromgewinnung von 3 Millionen Kilowattstunden zum Ziel hatte. Trotz der in diesem Gesetz vorgesehenen Bevorzugung von Gemeinden und anderen öffentlichen Körperschaften bei der Aufteilung des gewonnenen Stroms wurden unter Hoovers Präsidentschaft tatsächlich die Privatunternehmen bevorzugt. Als Präsident stellte er am 3. Juli 1930 die Mittel zum Bau des Boulder Dam zur Verfügung. Der mit einer Firma aus San Francisco vereinbarte Staatsauftrag zur Konstruktion war mit knapp 49 Millionen Dollar der bis dahin teuerste in der amerikanischen Geschichte. Als Innenminister Wilbur am 17. September 1930 bei der Eröffnungsfeier einer Bahnverbindung zwischen Las Vegas und der im Bau befindlichen Talsperre diese Hoover Dam nannte, wurde dies kritisch aufgenommen. Zum einen war eine solche Benennung bei noch amtierenden Präsidenten unüblich, zum anderen war Hoover mit Einbruch der Weltwirtschaftskrise in Teilen der Presse äußerst unbeliebt geworden. Unter Hoovers Amtsnachfolger Roosevelt verfügte Innenminister Harold L. Ickes am 8. Mai 1933 die Streichung dieser Ehrung und Einführung von Boulder Dam als offizieller Bezeichnung für das Bauwerk. Erst im Jahr 1947 beschloss der Kongress die Rückbenennung in Hoover Dam.
Am 1. Mai 1931 eröffnete Hoover das Empire State Building in New York, das damals höchste Gebäude der Welt. Dazu schaltete er von Washington aus die Beleuchtung des Wolkenkratzers ein. Als nationales Ereignis erfuhr es eine breite Berichterstattung im Radio.
Der bereits durch den Kongress gebilligte Muscle Shoals Bill, welcher von Senator George W. Norris eingebracht worden war und die staatliche Inbetriebnahme einer Talsperre nahe Muscle Shoals vorsah, wurde 1931 von Hoover mit einem Veto verhindert. Aus ideologischen Gründen lehnte er es ab, mit einem Staatsunternehmen in Konkurrenz zur Privatwirtschaft zu treten. Unter seinem Nachfolger wurde das Projekt wieder aufgenommen und bildete die Grundlage der Tennessee Valley Authority.

##### Bonus Army

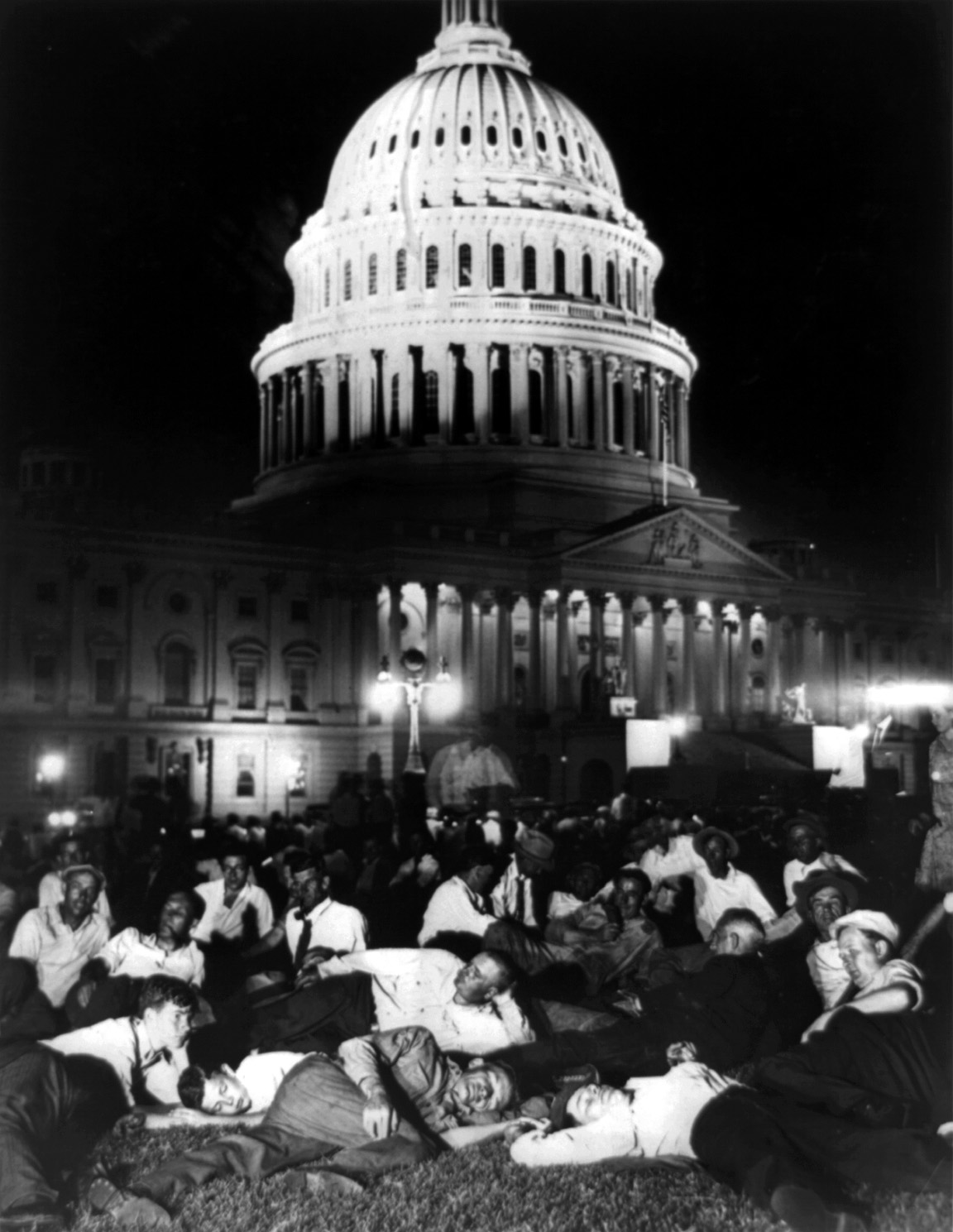
Vor dem Kapitol lagernde Angehörige der Bonus Army am 13. Juli 1932

Während der Senat am 17. Juni 1932 über einen auf Wright Patman zurückgehenden und im Repräsentantenhaus bereits verabschiedeten Gesetzesvorschlag, der eine sofortige Auszahlung erworbener Boni an Veteranen des Ersten Weltkriegs vorsah, debattierte und am Abend mit deutlicher Mehrheit ablehnte, wurde das Kapitol von 6000 Angehörigen der Bonus Army belagert. Im Laufe des Tages strömten weitere 13.000 Mitglieder der Bonus Army auf den Capitol Hill.
Insgesamt 43.000 Veteranen und ihre Familien aus einem nahegelegenen Elendsviertel – den während der Weltwirtschaftskrise überall aufwachsenden sogenannten Hoovervilles – harrten in den folgenden Wochen dort, in leerstehenden Gebäuden auf der Pennsylvania Avenue oder behelfsmäßigen Lagern aus und warteten auf eine Entscheidung Hoovers. Als es am 28. Juli zu Auseinandersetzungen zwischen Polizei und den Demonstranten kam, bei der zwei Veteranen den Tod fanden, befahl Hoover dem Militär das Gelände zu räumen. Der kommandierende General Douglas MacArthur setzte sich über die anderslautende Weisung des Präsidenten hinweg und ließ mit sechs Panzern sowie Kavallerie- und Infanterieeinheiten mit aufgepflanzten Bajonetten die Bonus Army gegen Mitternacht zusätzlich aus ihren Elendsquartieren am Anacostia River vertreiben, die dabei aus ungeklärter Ursache abbrannten. Kein anderes Ereignis während seiner Präsidentschaft schädigte Hoovers Reputation derart wie dieser Vorgang und festigte die öffentliche Überzeugung, er sei ein kalter und herzloser Mensch.

#### Außenpolitik

##### Good Neighbor Policy

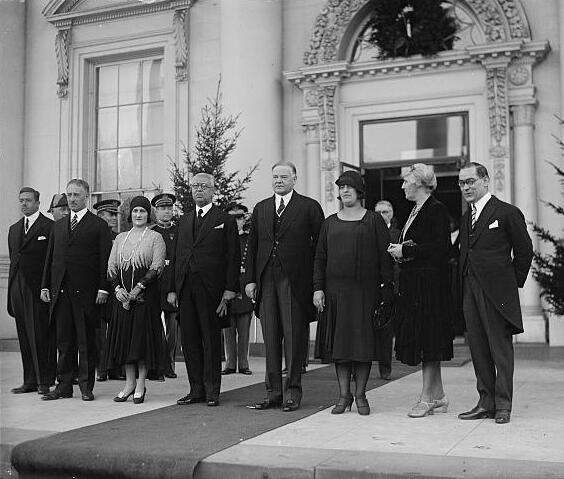
Hoover (4. von rechts) mit seinem mexikanischen Amtskollegen Pascual Ortiz Rubio (4. von links), 1929

Kurz nach der Präsidentschaftswahl bereiste Hoover zehn Staaten in Lateinamerika und kündigte politische und militärische Zurückhaltung der Vereinigten Staaten in dieser Region sowie ein Bemühen um gute Nachbarschaft an. Hoover ließ 1930 das Clark Memorandum veröffentlichen, das die Unvereinbarkeit von Roosevelt-Corollary und Monroe-Doktrin feststellte, wodurch die Legalität interventionistischer Maßnahmen in Frage gestellt wurde. Bis auf eine Interventionsdrohung gegenüber der Dominikanischen Republik enthielt sich Hoover jeder Einmischung, auch als während der 20 Umstürze in Lateinamerika in seiner Amtsperiode antiamerikanische Regime an die Macht kamen. Er beendete nach der Wahl von Juan Bautista Sacasa die US-Militärintervention in Nicaragua. In einem Vertrag sicherte er Haiti das Ende der amerikanischen Besatzung zum 1. Januar 1935 zu. Hoover legte somit die Grundlagen für die spätere Good Neighbor Policy seines Nachfolgers gegenüber Lateinamerika.
Auf einer Konferenz in Washington vermittelte Hoover im Januar 1929 einen Kompromiss zwischen Chile und Peru hinsichtlich der offenen Fragen des Vertrages von Ancón. Des Weiteren wurden dort Verhandlungsprotokolle für den Ablauf von Schiedsverfahren sowie ein allgemeines Abkommen zur Schlichtung beschlossen. Diese Vereinbarungen wurden zu den zentralen Grundlagen für zwischenstaatliche Konflikte auf dem amerikanischen Kontinent, erwiesen sich aber in den nächsten Jahren als wenig wirkungsvoll.

##### Hoover-Moratorium
Seit dem Herbst 1930 machte Hoover die internationale wirtschaftliche Lage, vor allem in Europa, für die Depression in Amerika verantwortlich. Aus der deutschen Botschaft in Washington wurde das Gerücht nach Berlin gemeldet, er wolle durch eine spektakuläre Initiative die Weltwirtschaftskrise beenden, um als „great president“ in die Geschichte einzugehen. Der deutsche Reichskanzler Heinrich Brüning regte daraufhin bei Botschafter Frederic M. Sackett an, Amerika solle eine Weltwirtschaftskonferenz einberufen, auf der Abrüstung, die politische Verschuldung und eine internationale Wirtschaftsförderung beraten werden könne. Finanzminister Mellon besprach bereits mit dem ehemaligen deutschen Reichsbankpräsidenten Hjalmar Schacht die Möglichkeit eines Zahlungsaufschubs sowohl für die deutschen Reparationsverpflichtungen als auch für die interalliierten Kriegsschulden, die die europäischen Siegermächte an Amerika zurückzahlen mussten. Doch Hoover lehnte ab: Er hatte sich stets gegen die europäische Haltung gewehrt, die einen direkten Zusammenhang zwischen den deutschen Reparationsverpflichtungen und den interalliierten Kriegsschulden sah.
Diese Haltung begann sich im Frühjahr 1931 zu ändern, als nach dem Zusammenbruch des renommierten österreichischen Creditanstalt-Bankvereins immer mehr kurzfristige Privatkredite aus Deutschland abgezogen wurden und Brüning im Juni im Rahmen einer Notverordnung, die harte Sparmaßnahmen vorsah, eine baldige Einstellung der Zahlung seiner Reparationsverpflichtungen andeutete. Wenn Deutschland ein Zahlungsmoratorium erklärte, wozu es nach den Bestimmungen des Young-Plans berechtigt war, drohte es eine internationale Debatte auch über die interalliierten Kriegsschulden auszulösen. Dies wollte Washington unbedingt verhindern. In der Regierung Hoover sprach sich insbesondere Ogden Mills dafür aus, ein Zahlungsmoratorium für Reparationen und Kriegsschulden vorzuschlagen. Auch von den Banken der Wall Street wurde der Präsident in diese Richtung gedrängt, denn eine deutsche Moratoriumserklärung für seine politischen Schulden drohte einen Schaltersturm auf Privatbanken auszulösen, der in einer allgemeinen Zahlungsunfähigkeit des Landes hätte enden können. Die amerikanischen Banken, die Kredite im Wert von über drei Milliarden Reichsmark an deutschen Firmen geliehen hatten, hofften, dass ein zeitweiliger Verzicht auf die Rückzahlung der politischen Schulden Deutschlands ihre Kredite sichern würde. Auch die britische Regierung unter Premierminister Ramsay MacDonald drängte.
Hoover hatte lange gezögert, denn ein einjähriger Verzicht auf die Kriegsschuldenrückzahlung minderte die Staatseinnahmen um etwa 250 Millionen Dollar. Zudem fürchtete er den Widerstand des isolationistischen Vorsitzenden des United States Senate Committee on Foreign Relations William Borah. Als am 18. Juni 1931 ein deutsches Moratorium unmittelbar bevorzustehen schien, entschloss sich Hoover zu handeln. Statt der ursprünglich vorgesehenen zwei Jahre sollte das Moratorium aber nur ein Jahr dauern. Er informierte die britische Regierung und wies Botschafter Sackett an, in Berlin um ein Telegramm des Reichspräsidenten Paul von Hindenburg zu bitten, in dem dieser wiederum um amerikanische Hilfe bat. Auf Grund von Presseindiskretionen konnte Hoover diesen Hilferuf nicht abwarten und veröffentlichte seinen Vorschlag am 20. Juni 1931.
Diese Erklärung kam wie ein Paukenschlag. In Deutschland wurde sie allgemein bejubelt, nur die Nationalsozialisten waren verärgert: „Das Hoover-Angebot [...] wird unseren Sieg um etwa 4 Monate verschieben. Es ist zum Kotzen!“, notierte Joseph Goebbels am 24. Juni 1931 in sein Tagebuch. Umso empörter reagierten öffentliche Meinung und Regierung in Frankreich, da diese als größter Reparationsgläubiger nicht konsultiert worden waren. Das empfand Paris als klaren Affront. Angesichts der weltweiten Zustimmung zu Hoovers Plan erschien er aber nicht ablehnbar. Die Regierung des liberalkonservativen französischen Ministerpräsidenten Pierre Laval knüpfte ihre Zustimmung daher daran, dass das Hoover-Moratorium mit den rechtlichen Bestimmungen des Young-Plans kompatibel gemacht würde. Dies wurde in komplizierten Verhandlungen erreicht, die sich bis zum 8. Juli 1931 hinzogen. Durch diesen Zeitverlust verlor Hoovers Vorschlag viel von seiner psychologischen Wirkung. Die Kreditabzüge aus Deutschland wuchsen sich zu einer verheerenden Bankenkrise aus, am 13. Juli 1931 erklärte Deutschland seine Zahlungsunfähigkeit für sämtliche Auslandsschulden. Damit war das eingetreten, was Hoover mit seiner Initiative hatte vermeiden wollen.

##### Abrüstungskonferenzen
Hoover, der als Quäker eine pazifistischere Gesinnung hatte als die meisten anderen Präsidenten in der amerikanischen Geschichte, bemühte sich beharrlich um internationale Abkommen zur Abrüstung, wobei er vom britischen Premier Ramsay MacDonald unterstützt wurde. Für ihn war Moral das Mittel der Wahl, um Frieden zu schaffen; nicht Militär. Innenpolitisch hatte er bereits im Sommer 1929 eine Kommission zum Personalabbau in der Armee geschaffen und Rüstungsprojekte der US Navy auf Eis gelegt. Im Jahr 1930 nahm Außenminister Stimson mit einer Delegation angesehener Republikaner und Demokraten an der Londoner Flottenkonferenz teil, die über Maßnahmen zur Rüstungskontrolle im Bereich der Marine verhandelte. Dort konnte Stimson mit dem Vereinigten Königreich und Japan, jedoch nicht mit Frankreich und Italien, Beschränkungen bei Anzahl und Größe von Kriegsschiffen vereinbaren. Der Senat stimmte diesem Abkommen im Juli 1930 zu.
Auf der Genfer Abrüstungskonferenz im Jahr 1932 hatte die Delegation des Präsidenten mit der Abschaffung aller U-Boote, Kampfflugzeuge und Panzer sowie einer deutlichen Kürzung aller anderen Rüstungsausgaben wirklichkeitsfremde Forderungen. Ohne Einfühlungsvermögen für dessen Geschichte und Bedrohungslage schalt Hoover Frankreich für sein hohes Verteidigungsbudget. Bis zum Ende seiner Amtszeit hatte die Konferenz keine Ergebnisse vorzuweisen.

##### Hoover-Stimson-Doktrin
Während der Mandschurei-Krise im September 1931 reagierte Hoover zurückhaltend, zumal er als Ingenieur in Tianjin Vorurteile gegenüber China entwickelt hatte, eher mit der Industrienation Japan sympathisierte und innenpolitisch mit der Weltwirtschaftskrise vollauf beschäftigt war. Um nicht in diesen militärischen Konflikt hineingezogen zu werden, sprach sich Hoover gegen einen Boykott Japans aus und wehrte Versuche des Völkerbunds ab, Washington gegen Tokio in Stellung zu bringen. Im Januar 1932 kam es zur offiziellen Erklärung der Hoover-Stimson-Doktrin durch den Außenminister. Demnach erkannte Amerika keine territorialen Veränderungen in diesem Konflikt an, die den Bestimmungen des von Japan 1928 unterzeichneten Briand-Kellogg-Pakt zuwiderliefen.

#### Weltwirtschaftskrise

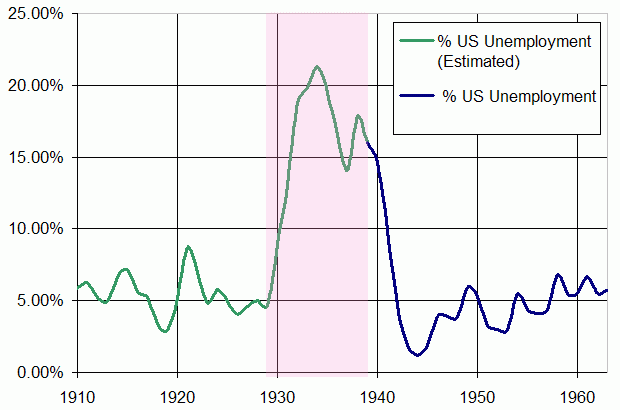
Arbeitslosenkurve in Amerika von 1910 bis 1960. Die Jahre der Great Depression 1929–1939 sind markiert.

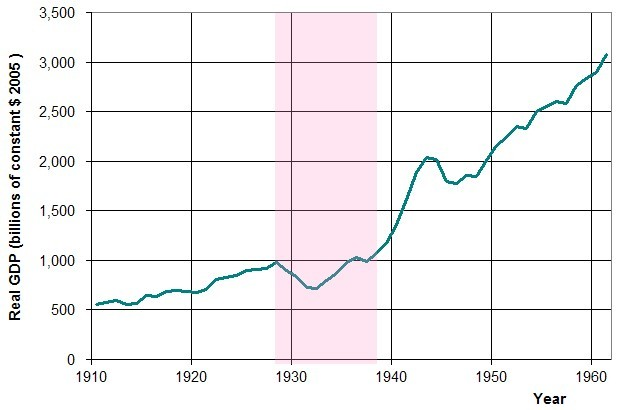
Jährliches Bruttoinlandsprodukt in Amerika von 1910 bis 1960. Die Jahre der Great Depression 1929–1939 sind markiert.

Die Erwartungen an Hoover, den ersten Präsidenten, der westlich des Mississippi geboren wurde, waren sehr groß. Von der Öffentlichkeit wurde er als erfolgreicher Technokrat angesehen, der die Wirtschaft effizient handhaben und dem gesamten Land zu weiterem Wohlstand verhelfen sollte. Prosperity („Wohlstand“) war daher auch der Kernbegriff seiner Rede zum Amtsantritt gewesen. Die im Oktober 1929 mit dem Schwarzen Donnerstag beginnende Weltwirtschaftskrise bestimmte Hoovers restliche Präsidentschaft und seine anfänglich große Popularität kehrte sich in ihr Gegenteil. Er hatte die Krise nicht kommen sehen und optimistisch kurz vor dem Crash gesagt “We in America today are nearer to the final triumph over poverty than ever before in the history of any land” (Howard Zinn: A People’s History of the United States., deutsch: „Wir in Amerika sind dem endgültigen Triumph über Armut näher als jedes andere Land in der Geschichte“). Im weiteren Ereignisverlauf mied Hoover die Bezeichnung Krise und sprach stets von einer Depression, was seine Reputation nachhaltig schädigte.
Diese Aussage wurde von den Auswirkungen der Great Depression, die sich ab Oktober 1929 rasch zuspitzte, widerlegt. In den ersten öffentlichen Reaktionen äußerte sich Hoover zwar weiterhin optimistisch zur wirtschaftlichen Lage, sorgte sich aber, es könnte sich um eine beginnende Rezession handeln, und arbeitete mit seiner Regierung an Gegenmaßnahmen. Die Vorschläge seiner Berater sahen Steuersenkungen, eine Lockerung der Zinspolitik der Federal Reserve und einen Ausbau öffentlicher Arbeiten vor, wozu der Präsident die Bundesstaaten und Kommunen gleichfalls aufforderte. Seinem Stil entsprechend setzte Hoover auf Kooperation, freiwillige Verpflichtungen, wissenschaftliche Expertise und statistische Datenerfassung sowie begrenzte staatliche Maßnahmen. So ließ er das Handels- und das Arbeitsministerium beauftragen, die Entwicklung der wirtschaftlichen Kennwerte statistisch genau zu erfassen und zu dokumentieren. Im November 1929 hielt er mehrere Konferenzen mit Gewerkschaften, Unternehmen und Regierungsvertretern ab und erreichte Zusagen, es würde weder Streiks für Lohnerhöhungen noch Entlassungen von Arbeitnehmern mehr geben. Henry Ford versprach nach einer dieser Konferenzen im gleichen Monat Lohnerhöhungen und weitere Investitionen. Für mehr als ein Jahr sollte ein beachtlicher Anteil der Zusagen, die auch Preisstabilisierung durch das Federal Farm Board, eine Zinssenkung der Federal Reserve und öffentliche Investitionen von 150 Millionen US-Dollar durch den Kongress umfassten, von den beteiligten Organisationen eingehalten werden, was am rapiden Rückgang der Investitionen aber nichts änderte.
Viele Unternehmen senkten zwar nicht die Löhne, fuhren aber die Produktion zurück und schmälerten so die Gehälter. Der so entstehende Einbruch in der privaten Nachfrage führte in einem Teufelskreis dazu, dass wiederum die Wirtschaft Produktion und Lohnkosten weiter absenkte. Eine Depression setzte ein und vertiefte sich, was unter anderem dazu führte, dass trotz der Vereinbarungen und Zusagen der Konferenz die Arbeitslosenzahl allein in den zehn Tagen vor Weihnachten 1929 um eine Million stieg. Zu dieser Zeit lud auf Vorschlag Hoovers die Chamber of Commerce unter Vorsitz von Julius H. Barnes Wirtschaftsverbände zur National Business Survey Conference ein, welche zentrale Geschäftshindernisse entdecken und beheben sollte. Sie beruhte auf freiwilliger Mitarbeit und konnte auf das Fachwissen von 170 teilnehmenden Organisationen zurückgreifen. Die National Business Survey Conference leistete laut dem Historiker Robert S. McElvaine nichts weiter als Optimismus zu verbreiten und stellte sich als ein solcher Fehler heraus, dass sie bereits 1931 aufgelöst und von Hoover, der sie anfangs mit Enthusiasmus begleitet hatte, in seinen späteren, ausführlichen Memoiren nicht erwähnt wurde.

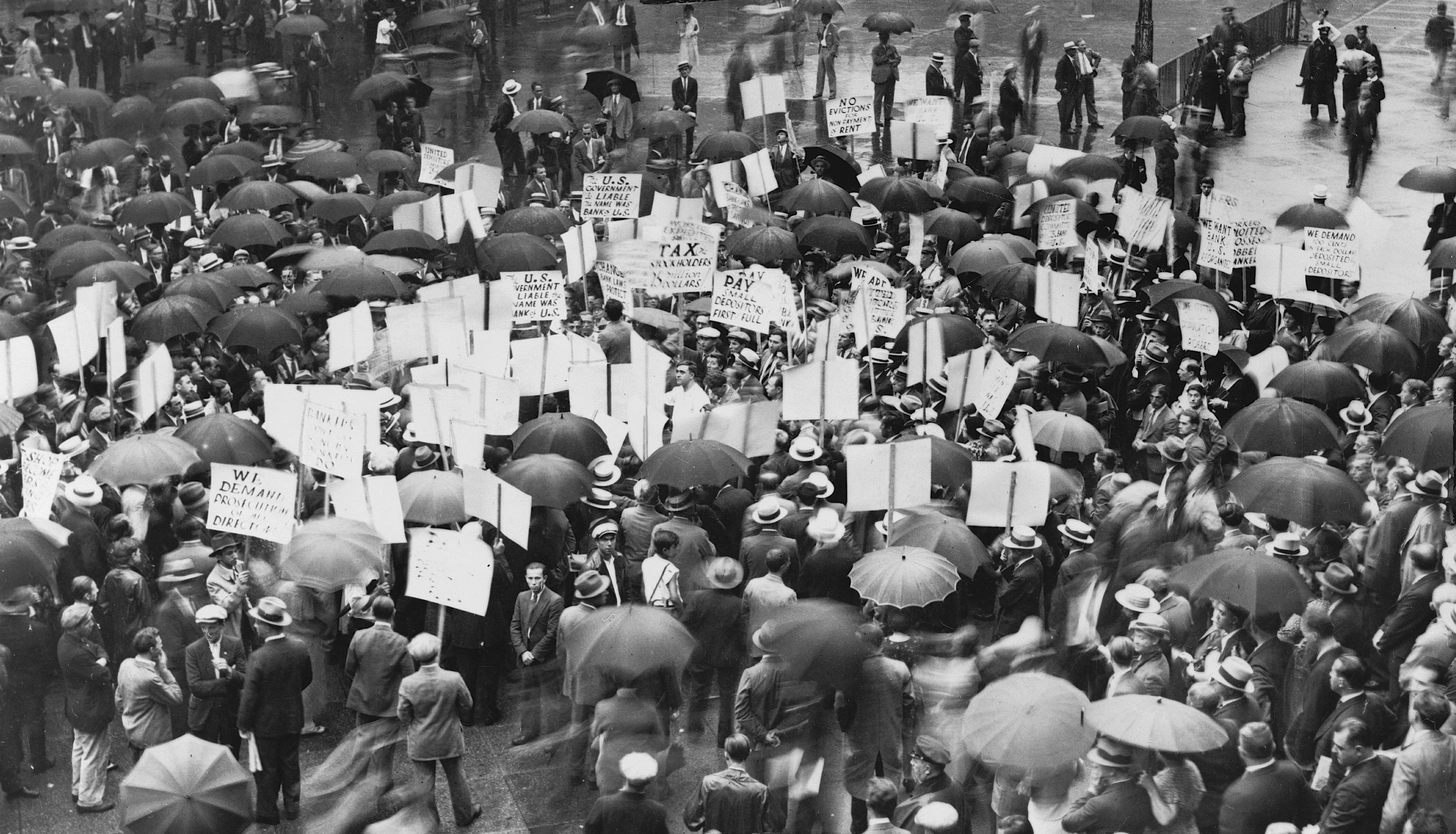
Menschenmenge vor der Bank of United States kurz nach deren Konkurs im Dezember 1930

Im März 1930 teilten das Arbeits- und das Handelsministerium entgegen der weit verbreiteten Ansicht dem Präsidenten mit, dass der Tiefpunkt der Krise durchschritten sei. Hoover lehnte auf dieser Grundlage weitergehende staatsfinanzierte Programme ab, korrigierte die durch das United States Census Bureau gemeldete Arbeitslosenzahl von über drei auf unter zwei Millionen und verkündete am 1. Mai 1930 öffentlich, dass bei Fortführen der Anstrengungen eine rasche Erholung in Sicht sei. Im gleichen Monat wendete sich die wirtschaftliche Lage wieder zum Schlechteren. Auch, um mit dieser Initiative die zunehmenden Forderungen nach einem staatlichen Arbeitslosengeld hinzuhalten, gründete Hoover im Herbst 1930 das President’s Emergency Committee on Employment (PECE), zu dessen Vorsitzenden er seinen Freund Colonel Arthur Woods ernannte. Die PECE koordinierte die Arbeitslosenhilfe privater Wohltätigkeitsorganisationen. McElvaine bewertet die optimistische Namensgebung als typisch für Hoovers Präsidentenkommissionen: Die lückenhafte Auswahl und Betonung der Ideen und Informationen sowie das fehlende Bemühen, verlässliche Arbeitslosigkeitsstatistiken zu erheben, geschweige denn lokale Unterstützung zu finanzieren, schufen ein positives Bild der Lage, dessen Wert mehr anekdotisch als exakt gewesen sei. Für Hoovers Grundüberzeugung bezeichnenderweise setzte das PECE gleichfalls auf freiwillige Mitarbeit und Kooperation mit dem Staat, wozu Hoover sich später wie folgt äußerte: “Personal responsibility of men to their neighbors is the soul of genuine good will; it is the essential foundation of modern society” (, deutsch: „Die persönliche Verantwortung der Menschen für ihre Nachbarn ist die Seele natürlichen guten Willens; sie ist die wesentliche Grundlage der modernen Gesellschaft“)
Die Depression vertiefte sich im Jahresverlauf 1930 weiter; so sanken die Bruttoinvestitionen um 35 Prozent. und die Bauwirtschaft schrumpfte um 26 Prozent. Insgesamt gingen 1930 mehr als 1300 Banken in den Konkurs, allein in den letzten beiden Monaten waren es mehr als 600. Es kam zu Bankanstürmen. Im Dezember verkündete die private Bank of United States ihre Insolvenz, was in der Geschichte den bis dahin größten Bankenausfall darstellte. Da die Federal Reserve eine Rettung ablehnte, versuchten verunsicherte Anleger ihre Wertpapiere zu verkaufen, was die Preise weiter destabilisierte. Anders als bei der Panik von 1907 versorgten die großen Privatbanken den Markt nicht mit Kapital, weil sie sich auf die Federal Reserve als Kreditgeber verließen.

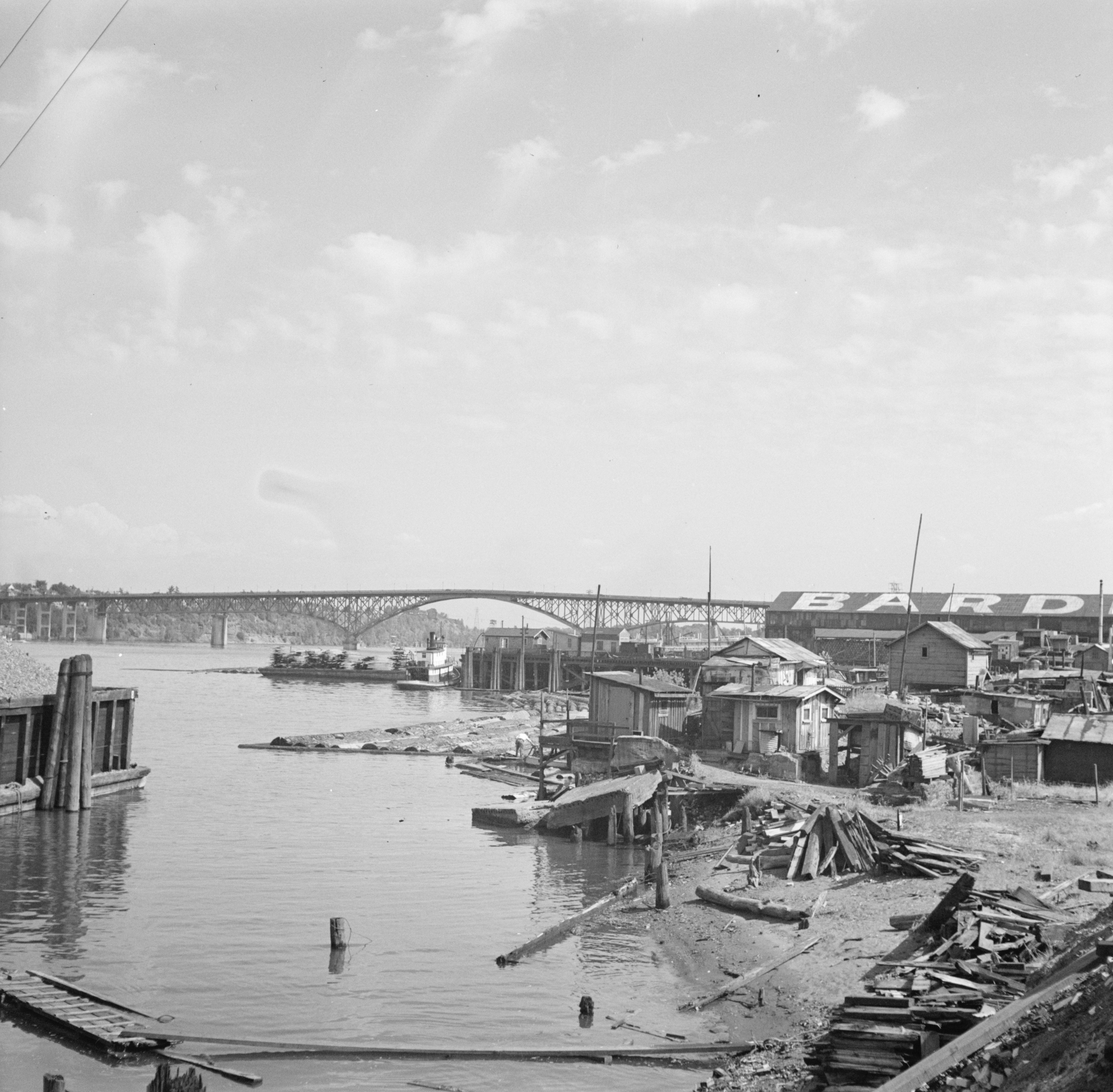
Hooverville in Portland (1936)

1931 appellierte Hoover an die Öffentlichkeit, den Optimismus nicht zu verlieren. Anfang des Jahres äußerte er: “What this country needs is a good big laugh. There seems to be a condition of hysteria. If someone could get off a good joke every ten days, I think our troubles would be over” (Hoover (1931) nach: Robert S. McElvaine The Great Depression: America 1929–1941., deutsch: „Was dieses Land braucht ist ein guter, großer Lacher. Es scheint Hysterie vorzuherrschen. Wenn jemand alle zehn Tage einen guten Witz herauslässt, wären unsere Sorgen, denke ich, vorüber.“) Im Februar 1931, wenige Monate nach den großen Verlusten seiner Partei bei den Wahlen zum Kongress von 1930, der somit erstmals seit 1919 wieder eine Mehrheit der Demokraten hatte, unterzeichnete Hoover einen Gesetzesvorschlag des demokratischen Senators Robert F. Wagner. Der Wagner-Graham Stabilization Act sah die Planung öffentlicher Beschäftigungsprogramme in Phasen wirtschaftlicher Rezession vor. Das somit geschaffene Federal Employment Stabilization Board blieb aber nach dem Willen der präsidialen Verwaltung eine unbedeutende, mit statistischer Analyse befasste Behörde, die bis zu ihrer Auflösung im Juni 1933 so gut wie nichts erreicht hatte. Ein weiteres Gesetz zur Stärkung der weitgehend wirkungslosen staatlichen Arbeitsagentur United States Employment Service blockierte Hoover Anfang 1931 mit einem Pocket Veto.
Im August 1931 transformierte Hoover die PECE in die President’s Organization for Unemployment Relief (POUR), zu deren Leiter er Walter S. Gifford ernannte, den Chef von AT&T. Die auf öffentliche Spendenwerbung und ähnliches Marketing setzende POUR erwies sich als genauso kraftlos wie die PECE. Die im Oktober 1931 gegründete National Credit Corporation (NCC) war Hoovers letzter Versuch, auf freiwillige Mitarbeit und Vereinbarungen zu setzen. Die NCC hatte zum Ziel, dass sich die Banken regional anhand der Federal Reserve Districts in Verbänden zusammenschließen, und verfügte über eine Milliarde US-Dollar Kreditsumme, um diese Organisationen zu beleihen. Nach zwei Monaten war dieses Projekt gescheitert, da die Banken nicht bereit waren, sich gemeinsam in Verbänden zu organisieren und untereinander Kredite zu gewähren. Des Weiteren waren die Darlehen der NCC beschränkt und betrugen in den zwei Monaten ihrer Existenz nicht mehr als zehn Millionen US-Dollar. Im Herbst 1931 begannen große Industriebetriebe wie Ford und General Motors sich von ihren im November 1929 getroffenen Zusagen, die Löhne nicht zu senken, zu distanzieren. Grund für diese Entscheidung war Hoovers Weigerung, den Unternehmen angesichts Deflation und gleichbleibenden Nominallöhnen Mindestprofite zu garantieren.
In der State of the Union Address am 8. Dezember 1931 kündigte Hoover neben Austerität und Haushaltskonsolidierung die Wiederbelebung der im Ersten Weltkrieg gegründeten War Finance Corporation an. Diese ab Januar 1932 in Reconstruction Finance Corporation (RFC) umbenannte unabhängige Behörde wurde mit 500 Millionen US-Dollar ausgestattet und versorgte vor allem Banken, Bahngesellschaften und Versicherungsunternehmen gegen ausreichende Sicherheiten mit Krediten. Noch während Hoovers Amtszeit wurde das Kapital der RFC auf 2 Milliarden erhöht. Die RFC stellte die wichtigste von Hoover gegründete Initiative zur Bekämpfung der Great Depression dar und wurde unter seinem Amtsnachfolger mit höheren Kreditsummen fortgeführt. Die RFC wurde ein Symbol für die negative öffentliche Wahrnehmung des Präsidenten, da sie kaum Direkthilfen für Arbeitslose oder das Kleingewerbe vorsah. Bezüglich der Bank Runs blieb die RFC erfolglos, noch 1933 fielen über 4.000 Banken aus. Als Schritt in Richtung der späteren Arbeitsbeschaffungsmaßnahmen des New Deal erwiesen sich die 700 Millionen US-Dollar, die Hoover 1931 zur Schaffung von Jobs in den öffentlichen Sektor investierte.
Die Great Depression vertiefte sich 1931 weiter; bei steigenden Arbeitslosenzahlen sanken im Jahresverlauf die Bruttoinvestitionen um 35 Prozent und die Bauwirtschaft schrumpfte um weitere 29 Prozent, während über 2000 Banken Konkurs anmeldeten. Die Verelendung wurde nun im öffentlichen Raum sichtbar. Mehr als eine Million obdachlos gewordene Bürger lebten in leeren Güterwaggons, die als Hoover-Schlafwagen bekannt wurden, oder in Slums, den sogenannten Hoovervilles. Der Präsident selbst war immer mehr als Ebenezer Scrooge verrufen.
Mit 60 Prozent war das Haushaltsdefizit für das Jahr 1932 das größte zu Friedenszeiten der amerikanischen Geschichte, während die Arbeitslosigkeit auf 12 Millionen anstieg und seit 1929 jeder vierte Farmer sein Land an Gläubiger verloren hatte. Republikaner und Demokraten verständigten sich daraufhin auf den Revenue Act von 1932, der Steuererhöhungen und Zusatzabgaben vorsah, um den Haushalt auszugleichen. Hoover, der persönlich wahrscheinlich bereit dazu war, in Phasen der Depression Defizite hinzunehmen, erkannte, dass seine Position politisch nicht haltbar war, und stimmte zu. Gegen die im Gesetz vorgesehene Verkaufssteuer, welche die gesamte Bevölkerung getroffen hätte, erreichte den Kongress eine nie gesehene Flut von Protestschreiben, die Wirkung zeigten. Bei den Abstimmungen schlossen sich progressive Republikaner und Demokraten gegen ihre Parteiführer zusammen, so dass am Ende der Revenue Act Immobilien-, Zusatz- und Einkommensteuererhöhungen für gut Verdienende enthielt, aber keine Verkaufssteuer. Obwohl er nur 15 Prozent aller amerikanischen Haushalte betraf, stellte er die größte Steuererhöhung in der amerikanischen Geschichte zu Friedenszeiten dar.
Im gleichen Jahr verabschiedete der Kongress auf Vorschlag Hoovers den Federal Home Loan Bank Act. Die durch ihn geschaffenen Federal Home Loan Banks (FHL-Banken) sollten Hausbesitzer bei Hypotheken unterstützen. Dazu verliehen die FHL-Banken Kapital vor allem an die saving and loan associations (S&Ls) und auch an Versicherungsunternehmen. Die FHL-Banken vergaben keine direkten Hypothekendarlehen, sondern finanzierten den Markt über Rediskontierung. Die Maßnahme kam jedoch zu spät und die Kredite waren mit zu hohen Auflagen verbunden, so dass das FHL-System nicht mehr effektiv wirken konnte, worunter insbesondere die S&Ls zu leiden hatten. Das Momentum des erfolgreichen öffentlichen Protests gegen die Einführung von Umsatzsteuern machte es für Republikaner und Demokraten unvermeidlich, sich für direkte Armen- und Arbeitslosenunterstützung einzusetzen.
Gegen einen ersten Gesetzesvorschlag dieser Richtung, der mit breiter Mehrheit im Kongress verabschiedet wurde, legte Hoover sein Veto ein, das er wie folgt begründete: “Never before has so dangerous a suggestion been seriously made to our Country” (Hoover (1932) nach: Robert S. McElvaine The Great Depression: America 1929–1941., deutsch: „Niemals zuvor ist unserem Land ein so gefährlicher Vorschlag unterbreitet worden“) Einen geänderten Entwurf des Emergency Relief and Construction Act, der den prinzipiellen Überzeugungen Hoovers immer noch widersprach, unterzeichnete der Präsident im Juli 1932. Da die Hoover-Anhänger in den entscheidenden Positionen dieses Hilfsprogramms staatlicher Wohlfahrt genauso ablehnend gegenüberstanden, erfolgte die Kreditvergabe sehr sparsam und nach kleinlichen, teilweise erniedrigenden Prozeduren, denen sich sowohl die anfragenden Bürger als auch Bundesstaaten respektive deren Gouverneure zu unterziehen hatten. So wurden von den 322 Millionen US-Dollar zur Verfügung gestellten Mitteln bis Januar 1933 lediglich sechs Millionen bewilligt. Dass die im Dezember zuvor von Hoover geschaffene RFC sich bei der finanziellen Unterstützung von Banken im Gegensatz dazu als freigiebiger erwies, wurde von den Demokraten im Präsidentschaftswahl 1932 dankbar als Thema aufgenommen. Im Fiskaljahr 1932 bewilligte Hoover weitere 750 Millionen US-Dollar (nach heutiger Kaufkraft 17.200 Mio Dollar) Investitionen im öffentlichen Sektor, vor allem für Bauprojekte wie unter anderem Häfen, Docks, Hochwasserschutz, Schifffahrtswege, militärische Einrichtung und die Fortführung des Hoover-Damms. Im Jahresverlauf verschärfte sich die Situation nichtsdestoweniger immer stärker. So verkündete Hoover im Oktober 1932, kurz vor der Präsidentschaftswahl, für Nevada ein Banken-Moratorium, dem im Februar 1933 der Zusammenbruch des Finanzsystems in Michigan folgte. Am stärksten getroffen von Bank Runs wurden die Städte Chicago, Detroit und Cleveland.

### Präsidentschaftswahl 1932

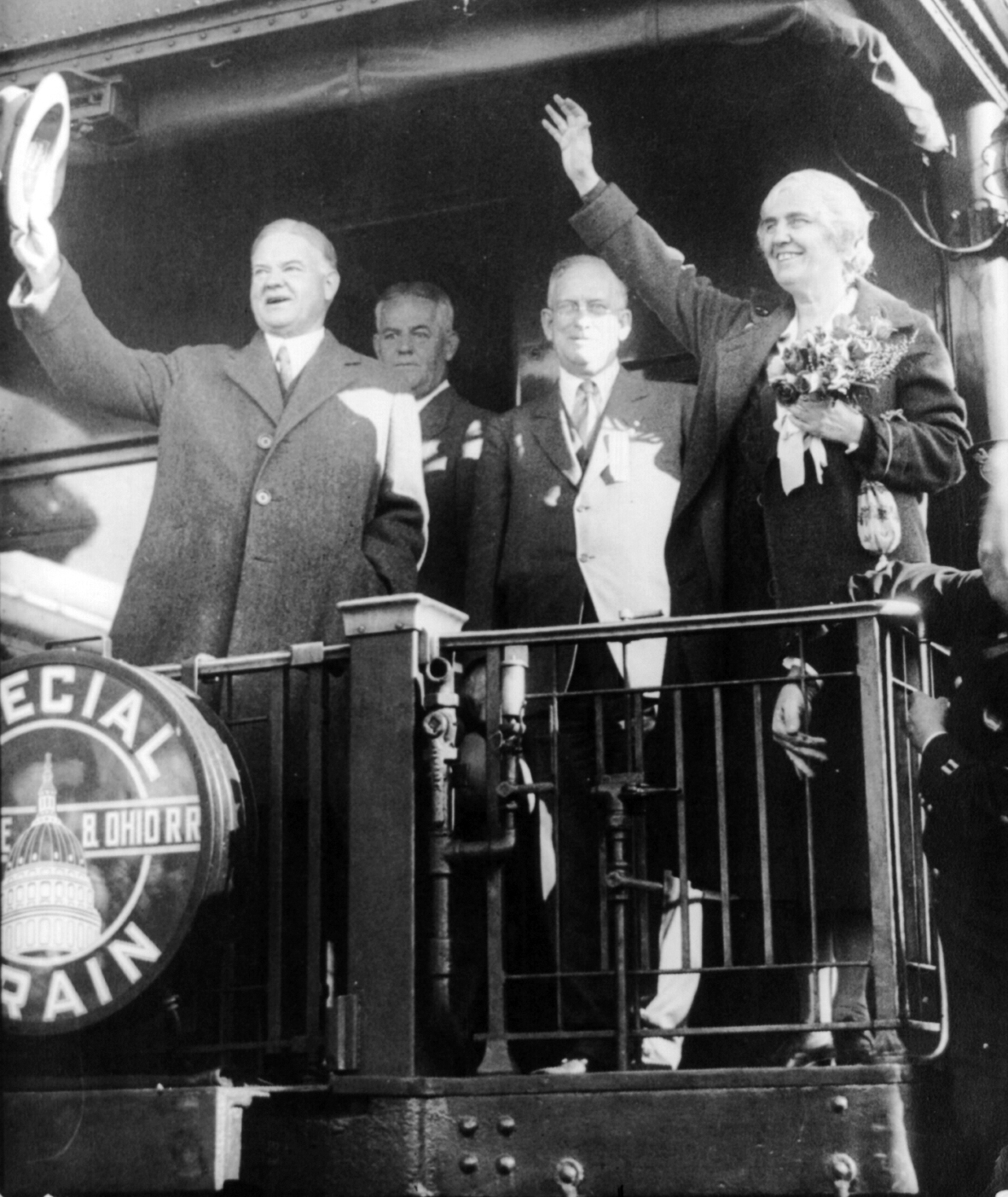
Hoover (links) mit seiner Frau Lou (rechts) im Wahlkampf 1932

Hoover auf dem Weg zur Vereidigung von Roosevelt am 4. März 1933, rechts neben ihm sein Nachfolger

Da es Hoover nicht gelang, die Vereinigten Staaten aus der größten Staatskrise seit dem Bürgerkrieg zu führen, und er keine öffentliche Geste des Mitgefühls für die zunehmende Verelendung fand, wurden ihm Mitleidlosigkeit und Härte und durch die linksliberale Zeitschrift The Nation sogar „kaltblütiger Mord“ vorgeworfen. Hoover hatte bei der Präsidentschaftswahl 1932 keine Chance gegen den Kandidaten der Demokraten, Franklin D. Roosevelt, der mit dem New Deal neue Hoffnung für die Bevölkerung versprach. Die anfangs mit Hoover sympathisierende Presse hatte sich seit Ende 1929 immer mehr von ihm abgewendet, nicht zuletzt, da er die meisten ihrer Anfragen für Interviews unbeantwortet ließ und darauf bestand, diese vor dem Druck zu lesen und erst dann freizugeben. Bis 1932 entwickelte sich daraus in weiten Teilen ein Verhältnis gegenseitiger nahezu feindseliger Ablehnung. Am Ende verlor Hoover mit einem Popular Vote von knapp 40 Prozent gegenüber Roosevelts 57 Prozent und gewann nur sechs Bundesstaaten in Neuengland. Er schied als der unbeliebteste Präsident seit Rutherford B. Hayes 52 Jahre zuvor aus dem Amt.
Bei einem Treffen mit seinem gewählten Nachfolger Roosevelt am 22. November 1932 im Weißen Haus drängte Hoover ihn dazu, den Goldstandard beizubehalten und durch entsprechende Konzessionen das Vereinigte Königreich zu einer Rückkehr in diese Währungsordnung zu bewegen. Zudem mahnte er Roosevelt, eine klare Position hinsichtlich der Kriegsschuldenfrage zu beziehen, obwohl seine Administration selbst hinsichtlich der Ergebnisse der Konferenz von Lausanne dies versäumt hatte. Hoover erreichte von Roosevelt jedoch keine verbindlichen Zusagen, auch nicht in den folgenden Wochen, in denen sie ihre Verhandlungen fortführten. Hoovers Amtszeit endete turnusgemäß am 4. März 1933.

### Zeit nach der Präsidentschaft

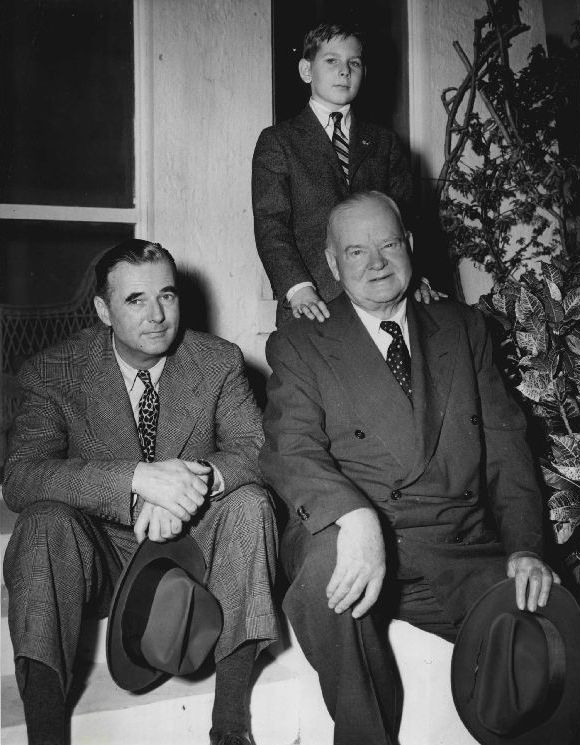
Herbert Hoover (rechts) mit seinem Sohn und Enkelsohn im Jahr 1950

Nach seiner Wahlniederlage und dem Amtsantritt seines Nachfolgers zog sich Hoover verbittert aus der Öffentlichkeit zurück. Zu Unrecht von der Allgemeinheit für das Einsetzen der Weltwirtschaftskrise verantwortlich und als Lakai der Wall Street verächtlich gemacht, hielt selbst die eigene Partei zu ihm Distanz. Hoover wehrte sich gegen die Vorwürfe, indem er in den nächsten Jahren mehr als zwei Dutzend Bücher veröffentlichte. Er attackierte darin die Politik des New Deal scharf und bezeichnete sie unter anderem als faschistisch und sozialistisch. Roosevelt warf er vor, eine Zentralverwaltungswirtschaft anzustreben, und verdächtigte ihn, totalitäre Ziele zu verfolgen. Obwohl er sich weiterhin für einen strikten Libertarismus aussprach, stellte er sich andererseits als geistiger Vater der Maßnahmen des New Deal dar, die Erfolge zeigten. Bei der Präsidentschaftswahl von 1936 unterstützte er den Republikaner Alf Landon, nachdem seine eigenen Hoffnungen auf eine Nominierung klar gescheitert waren.
Im Jahr 1938 bereiste Hoover Europa, wo er, anders als in der Heimat, sehr populär war. In Belgien feierten ihn die Massen auf seiner Reise durch das Land; König Leopold III. zeichnete ihn aus, und die Université Lille Nord de France verlieh Hoover seine erste Ehrendoktorwürde, der noch ein Dutzend weitere folgten. Im Deutschen Reich gab Hoover erst auf Druck des amerikanischen Botschafters Hugh Robert Wilson hin nach und folgte am 8. März einer Einladung Adolf Hitlers. An einer Stelle ihrer Unterredung bat er laut einem Bericht Hitler, zu schweigen und sich wieder hinzusetzen, als dieser im Stehen eine mehrminütige Tirade über Juden hielt. Später besuchte Hoover Hermann Göring in Carinhall. Seine Haltung gegenüber Juden war ambivalent; zum einen war Hoover von der Judenverfolgung im Dritten Reich erschüttert, zum anderen hatten sie seiner Ansicht nach zu viel Einfluss auf die Außenpolitik Amerikas. Dass Berlin Kriegspläne habe, schloss Hoover noch im Juli 1939 aus, und selbst nach dem Überfall auf Polen hielt er einen deutschen Angriff gegen Frankreich für eine absurde Annahme. Einen Eintritt Amerikas in die Kampfhandlungen lehnte Hoover ab.
Auf dem Nominierungsparteitag der Republikaner zur Präsidentschaftswahl in den Vereinigten Staaten 1940 brachte sich Hoover als Kandidat ins Spiel, obwohl ihm seine Anhänger angesichts von parteiinternen Zustimmungsraten von zwei Prozent laut einer Gallup-Umfrage davon abrieten. Er konnte kaum Delegierte für sich gewinnen und am Ende wurde der politische Quereinsteiger Wendell Willkie, ein liberaler Republikaner, Herausforderer des späteren Wahlsiegers Roosevelt. Selbst seine Wahlkampfunterstützung für Willkie war in einigen Bundesstaaten unerwünscht und wurde zum Beispiel in Connecticut grob zurückgewiesen. Hoover blieb ein unerbittlicher Gegner des wiedergewählten Roosevelt und verwarf die Four Freedoms als nutzlos ohne eine fünfte Freiheit, die freies Unternehmertum und das Recht auf Anhäufung von Eigentum betreffen sollte. Obwohl Roosevelt nach dem Eintritt Amerikas in den Zweiten Weltkrieg dazu geraten wurde, Hoover aufgrund seiner Verdienste als Leiter der United States Food Administration um Unterstützung zu bitten, entschied er sich angesichts Hoovers unversöhnlicher Haltung dagegen. Im Januar 1944 starb Hoovers Gattin Lou, was ihn dazu bewog, ihr Haus in Kalifornien zu verlassen und fortan im Waldorf Astoria in New York City zu residieren. In der Partei blieb Hoover isoliert und wurde auf der Beerdigung Willkies im Oktober 1944 durch Thomas E. Dewey, den republikanischen Kandidaten für die Präsidentschaftswahl 1944, ignoriert. Während des Kriegs engagierte er sich in der Lebensmittelhilfe und sammelte in großem Umfang Spenden, die der Bevölkerung von Finnland und Polen zugutekamen.
Nach dem Zweiten Weltkrieg verfasste Hoover einen viel beachteten Vorschlag, der zur Gründung des Kinderhilfswerks der Vereinten Nationen (UNICEF) führte. Am 1. März 1946 kontaktierte Roosevelts Nachfolger, Harry S. Truman, Hoover und betraute ihn mit einer Auslandsmission in den vom Krieg betroffenen Nationen in Europa und Asien. In den kommenden knapp drei Monaten besuchte er 38 Staaten, um die Hungersnöte vor Ort einzuschätzen, und traf 36 Regierungschefs sowie Papst Pius XII. und Mahatma Gandhi. Zurück in Amerika schilderte er in einer Radioansprache, die als seine beste Rede gilt, seine Eindrücke. In seinem im März 1947 veröffentlichten Bericht zu Nachkriegsdeutschland empfahl Hoover dem Präsidenten, die Demontage der Industrieanlagen zu beenden, und konstatierte, dass die militärische Schwächung Deutschlands erreicht werden könne, ohne die Versorgung seiner Bevölkerung zu behindern. Der Report Hoovers wurde kontrovers diskutiert und fand insbesondere bei John R. Steelman, dem Stabschef des Weißen Hauses, positive Resonanz.
1947 ernannte ihn der republikanisch kontrollierte 80. Kongress zum Vorsitzenden der Commission on Organization of the Executive Branch of the Government, der sogenannten Hoover Commission, die Maßnahmen vorschlug, um bürokratische und administrative Hürden zu senken und die exekutive Gewalt zu stärken. Hoover setzte sich für die Einführung der Schulspeisung, die sogenannte Hoover-Speisung, in der Bizone ein. Diese kam über sechs Millionen Deutschen zugute, die so eine warme Mahlzeit am Tag erhielten. Abseits dieser Zusammenarbeit mit Truman vertrat er außenpolitisch entgegengesetzte Positionen. Hoover war ein Gegner von Amerikas Intervention in den Koreakrieg und lehnte das Bretton-Woods-System und die NATO ab, deren Gründung er für einen großen Fehler hielt. Seiner Meinung nach sollten außerdem alle kommunistischen Staaten aus den Vereinten Nationen ausgeschlossen werden. Trotz dieser Differenzen war Hoovers Verhältnis zu Truman wesentlich besser als zu dessen Nachfolger Dwight D. Eisenhower. Dieser richtete im Jahr 1953 eine zweite, konservativer ausgerichtete Hoover Commission ein, der erneut Hoover vorstand.

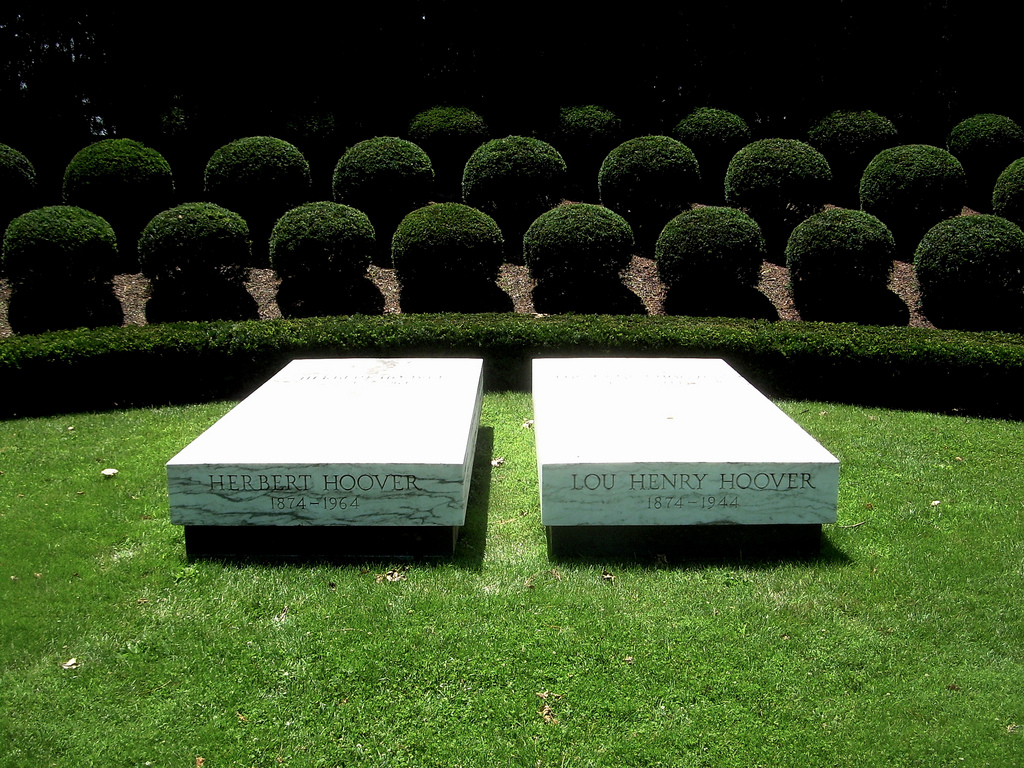
Die Gräber von Herbert und Lou Henry Hoover

Mit Verblassen der Erinnerung an die Great Depression stieg das Ansehen von Hoover als Staatsmann. So hielt bei einem Bankett zu Ehren Hoovers im Jahr 1957 John F. Kennedy die Laudatio; sein Buch The Ordeal of Woodrow Wilson wurde im folgenden Jahr zu einem Bestseller. Er arbeitete bis zuletzt an einer Biographie über Franklin D. Roosevelt und den New Deal, die jedoch so einseitig war, dass sie nie veröffentlicht wurde, um seinem Ruf nicht zu schaden. An Hoovers 90. Geburtstag erklärten 16 Bundesstaaten diesen Tag zum Herbert Hoover Day. Hoover starb am 20. Oktober 1964 in New York City an Blutungen im oberen Gastrointestinaltrakt und wurde am 25. Oktober in seinem Geburtsort West Branch beerdigt. Der Trauerzug von Cedar Rapids zum Ort seiner Bestattung wurde von knapp 80.000 Menschen begleitet, auf Wunsch der Familie wurde auf ein Ehrensalut verzichtet.

## Nachleben

### Historische Bewertung und Persönlichkeit
Das Urteil über Hoover war in den über 30 Lebensjahren nach seiner Präsidentschaft trotz weltweiter Popularität als Wohltäter von den abwertenden und düsteren Stereotypen geprägt, die während der Great Depression über ihn entstanden waren. Sinnbildlich stehen dafür die nach ihm benannten Hoovervilles. Erst nach Eröffnung der Präsidentenbibliothek im Jahr 1966 untersuchte die Geschichtswissenschaft seine Persönlichkeit und Handlungsmotive detaillierter und tiefergehend. Hoover gilt bis heute als ein eher schwacher Präsident, obwohl die Ursachen für die Great Depression auf seine Amtsvorgänger zurückgingen. Allgemein haftet ihm das Stereotyp an, ein Präsident des Laissez-faire gewesen zu sein, was die historischen Fakten nicht bestätigen. Während der Weltwirtschaftskrise verfolgte er eine aktivere Politik als alle anderen amerikanischen Präsidenten, die bis dahin mit einer Depression konfrontiert gewesen waren. Laut Jürgen Heideking hat die jüngere Forschung verdeutlicht, dass Hoover nicht der schwache Präsident war, als der er lange Zeit überzeichnet wurde, sondern zum Teil innovative Impulse setzen konnte. Während die Geschichtswissenschaft früher starr eine Grenze zwischen der informellen Wirtschaftsregulierung Hoovers und der obligatorischen unter Roosevelt zog, wird heute diese Unterscheidung weniger strikt betrachtet.
Obwohl Herbert Hoover als Erwachsener kaum Gottesdienste besuchte, nach römischem Ritus heiratete und nicht alkoholabstinent lebte, prägte ihn sein Leben lang die in der Familie vor allem durch die fromme Mutter vermittelte Quäkertheologie und ihre Wertschätzung der Eigenverantwortlichkeit des Individuums, der Bedeutung von Freiheit, Wohltätigkeit sowie pflichtbewusster Arbeit. Sein Vertrauen in die nachbarschaftliche Gemeinschaft als bestes Mittel, um Bedürftigen Unterstützung zukommen zu lassen, entstand gleichfalls aus dieser Erfahrung. Schon in jungen Jahren spendete er daher einen Großteil seines Vermögens an Freunde, Verwandte und an mittellose Studenten oder Dozenten, später initiierte er auf eigene Kosten sehr erfolgreich karitative Freiwilligenorganisationen. Da er einen Großteil der Spenden, darunter sein gesamtes Gehalt als Präsident, anonym tätigte, ist der Umfang seiner Wohltätigkeit bis heute unbekannt. Sein Biograph George H. Nash vertrat die Ansicht, es sei in der Geschichte bisher niemandem gelungen, mehr Menschen vor dem Tod zu retten als Hoover. Hoovers philosophische Überzeugung von der Bedeutung des Individuums spiegelt sich in der Monographie American Individualism von 1922 wider.
Als von allen Präsidenten bisher größter Anhänger von Efficiency Movement und Taylorismus, der bereits als Student mit entsprechender Programmatik Wahlkampf geführt hatte, glaubte Hoover daran, mit einer besser organisierten Wirtschaft Krisen vermeiden und größere Wachstumsraten erzielen zu können. Selbst mitten in der Weltwirtschaftskrise während des Wahlkampfes von 1932 warb Hoover auf der Republican National Convention vor allem für Scientific Management als einen Weg zu neuem Fortschritt. Als weitere inhaltliche Elemente dieser Bewegung gehörten zu seinem politischen Ansatz eine höhere Effizienz, das Beseitigen von Verschwendung sowie die Kooperation von Wirtschaftsführern, Staatsvertretern und Sozialwissenschaftlern, um sich bei der Planung abzustimmen. Um letzteren Aspekt zu fördern, unterstützte Hoover die Gründung von Wirtschaftsverbänden. Die Lehre einer freien Marktwirtschaft ohne staatliche Regulierung lehnte er ab. Seine sozialen Ideen orientierten sich an Thorstein Veblen. Wie er sah Hoover im Erfindungsreichtum der immer zahlreicher werdenden Ingenieure den Hauptträger des industriellen Fortschritts. Obwohl ihn seine Erfahrung eines Besseren belehrte, hielt er Freiwilligenorganisation und Eigeninitiative für besser geeignete Mittel zur Krisenbewältigung als staatliches Eingreifen, welches die Hilfeempfänger korrumpiere.
John Mark Dempdey und Eric Gruver (2009) machen hingegen geltend, dass sich Hoover in dieser Einstellung durch die Erfolge der Zusammenarbeit von Wirtschaft und Staat im Zuge der United States Food Administration und American Relief Administration bestätigt sah. Dieser als Associationalism bezeichnete, in Zügen fromme Glaube an die Effektivität von Verbänden, Genossenschaften und Komitees im Vergleich zur Direkthilfe wurde später vielfach kritisiert, auch von Joan Hoff Wilson, einem Biographen, der sich für die Rehabilitierung von Hoover einsetzte. Laut dem Biographen Glen Jeansonne zeigte Hoover mit vorsichtigen Erweiterungen staatlicher Kompetenzen ein moderates Verhalten in dieser Frage, so dass er von beiden Seiten angegriffen wurde. Obwohl Hoover für Konferenzen als Mittel zur Vermeidung reiner Top-down-Prozesse warb, nutzte er sie oft einfach nur dazu, seinen eigenen Willen durchzusetzen, indem er die Teilnehmer festlegte, den Vorsitz führte und die Abschlussberichte und Handlungsempfehlungen alleine verfasste. Direkte staatliche Eingriffe in die Wirtschaft lehnte er grundsätzlich als bürokratisch ab, obwohl gerade er selbst in seiner politischen Laufbahn sehr viele Behörden schaffen sollte “Even if govermental conduct of business could give us more efficiency instead of less efficiency, the fundamental objection to it would remain unaltered and unabated” (Herbert Hoover (1928), deutsch: „Selbst wenn uns staatliche Geschäftsführung mehr anstatt weniger Effizienz geben sollte, bliebe die fundamentale Opposition dazu unverändert und unvermindert“).
Hoover reagierte auf Widerspruch sowie auf Smalltalk und unbedeutende politische Detailfragen ungeduldig. Im menschlichen Umgang agierte er wortkarg, rechthaberisch, herrisch sowie aufbrausend und wirkte auf seine Umwelt daher gefühlskalt, überheblich und einzelgängerisch. Bis auf sehr wenige Freunde, die Hoover sein Leben lang stets nur unter Gleichgestellten fand, standen ihm seine Mitmenschen meist misstrauisch gegenüber. Schon vor seiner Präsidentschaft fiel es ihm schwer, sich zu vernetzen und politische Unterstützung abzusichern. Als Handelsminister hatte er sich im Kabinett durch übereifrigen ressortübergreifenden Aktivismus und Streitsucht isoliert und zu Präsident Coolidge wegen seiner Vermessenheit in Form ständiger unaufgeforderter Ratschläge eine gespannte Beziehung. Bei Widerständen im Kongress suchte er nicht Überzeugungsarbeit zu leisten, sondern zog sich zurück und ließ die Initiative bei Senat und Repräsentantenhaus. Trotz einer republikanischen Mehrheit in beiden Häusern zu Beginn seiner Präsidentschaft verlor er daher schnell Unterstützung, zumal er den Kongressmitgliedern gegenüber geringschätzig auftrat und sich insgesamt weigerte, klientelpolitisch aktiv zu sein oder Patronage auszuüben, was er als erniedrigend empfand. Die Getreuen in der eigenen Partei verärgerte Hoover, als er öffentlich vorschlug, den Demokraten die Führung des Senats im 72. Kongress Amerikas und somit den Vorsitz in Kongressausschüssen zu überlassen, obwohl die Republikaner dort eine knappe Mehrheit hatten.
Verglichen mit seinen Amtsvorgängern in ähnlichen Krisensituationen zeigte Hoover außergewöhnlich viel politische Initiative, vor allem bei der Gründung von Kommissionen, Konferenzen und Untersuchungsausschüssen. Bei der Wahl staatlicher Mittel überschritt er jedoch nicht eine gewisse Grenze. Hoover sah die Rolle der Regierung vor allem als Vermittler von freiwilligen Vereinbarungen in der Privatwirtschaft, womit er als Minister Erfolge erzielt hatte. Hoover selbst sah sich weniger als Politiker, sondern als effizienter Ingenieur und Manager und verfolgte als Präsident diesen Stil weiter, indem er Organisationen wie zum Beispiel das Federal Farm Board oder die National Credit Corporation gründete. Entsprechend wurde er von seinen Zeitgenossen weniger als Führungskraft, sondern mehr als ein beratender Verwalter wahrgenommen, dem es nicht gelang, eigene Ideen zu entwickeln und mutig umzusetzen.
Hoover zeigte sich in der Weltwirtschaftskrise trotz seines ausgeprägten Selbstvertrauens nicht in der Lage, in der Bevölkerung mehr Zuversicht zu wecken. Laut dem Historiker Piers Brendon wirkte Hoover gerade zu dieser Zeit, als sei er in erster Linie Ingenieur und erst in zweiter Mensch. Schon bald nach seiner Amtszeit war unter Historikern umstritten, ob Hoover angesichts seiner Erfolge im ersten Amtsjahr beim Ausbleiben der Weltwirtschaftskrise ein guter Präsident geworden wäre. Entgegen dem geschichtswissenschaftlichen Mainstream regte Murray Rothbard in seinem 1963 erschienenen Werk America’s great depression eine Revision des negativen Bilds von Hoovers Politik während der Great Depression an. In seiner umfangreichen ökonomischen Analyse kam er zu dem Fazit, dass Hoover ein Interventionist gewesen sei, und folgert: “Herbert Clark Hoover must be considered the Founder of the New Deal in America” (deutsch: „Herbert Clark Hoover muss als Begründer des New Deal in Amerika angesehen werden.“). Ähnlich argumentieren einige wenige konservative Historiker wie zum Beispiel Amity Shlaes, die den New Deal jedoch negativ als eine Form bürokratischen Sozialismus bewertet und neben Roosevelt auch Hoover dafür kritisiert, der Kraft des freien Marktes misstraut zu haben. Über die Widerstände in seinem Kabinett gegen expansive Fiskalpolitik als Mittel der Krisenintervention, die insbesondere Andrew W. Mellon formulierte, beklagte sich Hoover in seinen späteren Memoiren. Zur damaligen Zeit hatte diese liquidationistische Linie, nach der die Regierung passiv die Krise sich selbst liquidieren lassen sollte, die führenden Ökonomen auf ihrer Seite, darunter Seymour Harris, Friedrich Hayek, Lionel Robbins und Joseph Schumpeter.
Zwei maßgebliche Architekten des New Deal, Raymond Moley und Rexford Tugwell, schrieben Jahrzehnte später Hoover das Verdienst zu, die meisten der Methoden erfunden zu haben, die sie unter Roosevelt zur Bekämpfung der Great Depression eingesetzt hatten. Trotzdem fielen historische Vergleiche von Hoover mit anderen Präsidenten zumeist negativ aus. Wenn es um Ähnlichkeiten im Politikstil geht, wurden im Zusammenhang mit Hoover meistens die Amtsvorgänger William McKinley und Calvin Coolidge sowie bei den Nachfolgern Richard Nixon und ab den 1980er Jahren Ronald Reagan genannt. Im Unterschied dazu sieht McElvaine etliche Parallelen zwischen Jimmy Carter und Hoover: Beide präsentierten sich weniger als Politiker denn als Experten, arbeiteten mit hoher Detailtiefe, hatten eine Vorliebe für Statistiken und Effizienz als besondere Begabung. Beide hatten gespannte Beziehungen zu entscheidenden Senatoren der eigenen Partei, waren schwache Redner und präferierten rationale Problemlösungen gegenüber politischen. Nicht zuletzt hatten sowohl Hoover als auch Carter starke humanitäre Motive und scheiterten als Präsidenten daran, die Öffentlichkeit von ihrer Politik überzeugen zu können.
Vielfach wurde in den folgenden Jahrzehnten von Ökonomen der Revenue Act von 1932 als eine große Fehlentscheidung Hoovers bezeichnet. Auf eine Depression mit Steuererhöhungen zu reagieren, galt als schlechte Option. Etliche Ökonomen sahen dieses Gesetz als ursächlich für die weitere Verschärfung der Krise in den Jahren 1932–1933 an. Jude Wanniski macht den Revenue Act konkret verantwortlich für die Bankenkrise von Anfang 1933. McElvaine hält diese Argumentation für sehr zweifelhaft, da die Steuermaßnahmen nur 15 Prozent der Haushalte belasteten, das Gesetz 1935 und 1936 unter Franklin D. Roosevelt nur geringfügige Änderungen erfuhr und in seiner Grundstruktur die Steuergesetzgebung bis zum Zweiten Weltkrieg bestimmte. Er sieht den wesentlichen Fehler Hoovers darin, die Staatsausgaben nicht genügend erhöht zu haben. Der Ökonom Peter Temin sieht im unbeirrten Festhalten von Hoover und der Federal Reserve am Goldstandard den wichtigsten Grund für die Beschleunigung und Vertiefung der Deflation.
In der von Arthur M. Schlesinger, Sr. im Jahr 1948 erstmals durchgeführten und 1962 sowie 1996 durch seinen Sohn Arthur M. Schlesinger wiederholten systematischen Expertenbefragung zur Bewertung der Präsidentschaften landete Hoover 1997 in der letzten („Misserfolg“) von sechs Kategorien, womit er sich in Gesellschaft von Franklin Pierce, James Buchanan, Warren G. Harding und Richard Nixon befand. Bei einer anderen, seit 2000 mehrfach wiederholten Expertenbefragung auf C-SPAN erreichte Hoover Plätze von 34 bis 36.

### Ehrungen und Denkmäler

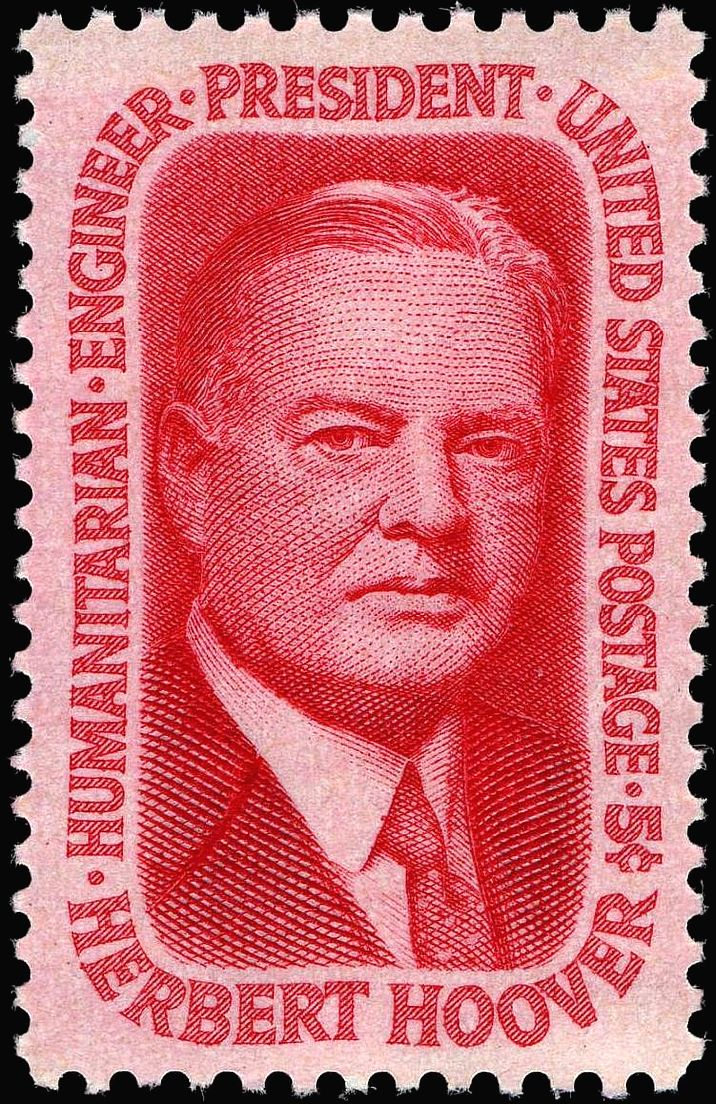
Briefmarke mit Hoover-Porträt

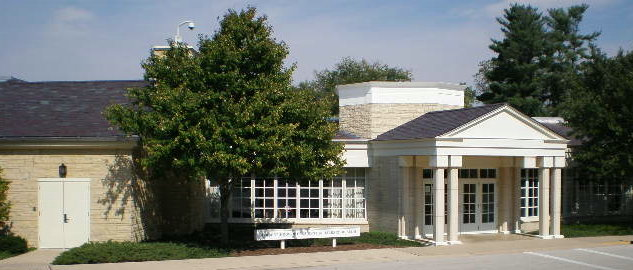
Herbert Hoover Presidential Library and Museum

Am 10. August 1965, knapp ein Jahr nach seinem Tod und an seinem Geburtsdatum, brachte der United States Postal Service 4c-Briefmarken mit seinem Porträt heraus.
Der Hoover Dam, der den Colorado River zum Lake Mead aufstaut und die Grenze zwischen den Bundesstaaten Arizona und Nevada ist, wurde nach ihm benannt, ebenso die Hooverstrasse im Schweizer Oberkulm, da seine Vorfahren in dieser Gemeinde heimatberechtigt waren. Des Weiteren trägt der Hauptsitz des Handelsministeriums der Vereinigten Staaten, das Herbert C. Hoover Building, seinen Namen.
Sein Geburtshaus in West Branch und mehrere andere Gebäude in dem Ort mit Bezug zu seiner Person – zum Beispiel seine Schule, die Schmiede seines Vaters sowie das Meetinghouse der Quäker –, bilden seit 1965 die Herbert Hoover National Historic Site. Südwestlich des Geburtshauses wurde 1962 das Herbert Hoover Presidential Library and Museum errichtet, in dem sich die Präsidentenbibliothek befindet. Gleichfalls auf dem Gelände der National Historic Site liegen die Gräber von Hoover und seiner Frau.
Das Hoover-Minthorn House, in dem Hoover von 1885 bis 1889 lebte, ist seit 2003 im National Register of Historic Places gelistet und wird von der National Society of The Colonial Dames of America als Museum betrieben. In der Geisterstadt Gwalia in West-Australien sind das von Hoover entworfene Büro und Wohngebäude des leitenden Ingenieurs des Bergwerksunternehmens und Untersuchungsräume aus seinem damaligen Arbeitsaufenthalt erhalten. Das von Lou Henry geplante Haus, das die Hoovers ab 1920 bewohnten, ist seit dem 4. Februar 1985 als Lou Henry and Herbert Hoover House ein National Historic Landmark. Nach ihrem Tod im Jahr 1944 hatte es Hoover der Stanford University als Residenz für Professoren vermacht. Das von ihm und seiner Frau erbaute und im Shenandoah-Nationalpark gelegene Camp Hoover, auch als Rapidan Camp bekannt, bestand aus mehreren einfachen Holzhäusern und diente als präsidialer Rückzugsort im Sommer und Erholungsanlage.

### Filme
- Im Dokumentarfilm Prohibition (2011) von Ken Burns werden der Wahlkampf 1928 und die antikatholischen Ressentiments gegen Al Smith thematisiert.
- Über Hoovers Wahlsiege wurde der Dokumentarfilm Landslide – A Portrait of President Herbert Hoover (2009) von Chip Duncan gedreht.
- Life Portrait of Herbert Hoover auf C-SPAN, 4. Oktober 1999, 160 Min. (Dokumentation und Diskussion mit Timothy G. Walch und Richard Norton Smith)

## Schriften
- Agricola’s De Re Metallica. Übersetzt aus dem Lateinischen und bearbeitet von Herbert Hoover und seiner Frau L. H. Hoover (englisch). The Mining Magazine, London 1912, OCLC 50707761.
- American individualism. Garden City 1922 (auf Deutsch erschienen unter dem Titel: Das Wesen Amerikas – Bekenntnisse eines Staatsmannes, übersetzt von Jonas Simon, Berlin 1928).
- The challenge to liberty. Garden City 1934.
- American ideals versus the new deal: a series of ten addresses upon pressing national problems. New York 1936.
- The problems of lasting peace. Garden City 1942.
- Herbert Hoover’s 1946–1947 factfinding mission to Germany. Report No. 1, Report No. 3
- The Memoirs Of Herbert Hoover. 3 Bände. New York 1951–1952 (PDF) (auf Deutsch erschienen unter dem Titel: Memoiren. 3 Bände: 1. Jahre der Abenteuer; 2. Das Kabinett und die Präsidentschaft; 3. Die große Wirtschaftskrise; Mainz 1951–1953).
- 40 key questions about our foreign policy, answered in important addresses and statements delivered between 1941 and 1952. Scarsdale 1952.
- The ordeal of Woodrow Wilson. New York 1958.
- An American epic. 4 Bände. Chicago 1959–1964.
- George H. Nash (Hrsg.): Freedom Betrayed: Herbert Hoover’s secret history of the Second World War and its aftermath. Stanford 2011.